# Херсон
Херсо́н (МФА: [xerˈsɔn̪] ( прослухати))   — місто на півдні України, адміністративний центр міської громади та Херсонського району, обласний центр Херсонської області. Розташоване на правому високому березі річки Дніпро. У 1960—1980-х роках важливий економічний центр півдня України. В період з 1990-х років втратив свій потенціал, особливо після окупації Херсонської області з урахуванням постійних обстрілів міста. На сьогоднішній день необхідне переосмислення міста у контексті відновлення та розвитку. Важливий залізничний вузол на перетині ліній Миколаїв — Снігурівка та Херсон — Джанкой, морський торговельний та річковий порт. Поблизу Херсона розташоване місто-супутник Олешки, яке з кінця 2022 року немає транспортного сполучення через пошкодження Антонівського мосту.
6 березня 2022 року Указом Президента України, з метою відзначення подвигу, масового героїзму та стійкості громадян, виявлених у захисті своїх міст під час відсічі збройної російського вторгнення в Україну, місту присвоєно почесну відзнаку «Місто-герой України». З початку березня 2022 року місто перебувало під тимчасовою російською окупацією, проте 11 листопада 2022 року під час контрнаступу в Херсонській області України місто було визволене Збройними силами України від російських окупантів.

## Назва
Херсон — назва, що була впроваджена указом російської імператриці Катерини II в межах реалізації її «Грецького проєкту», на честь однієї з грецьких колоній в Криму — Херсонеса.
На мапах, створених до 1778 року, місто мало назву Біліховичі, Більховичі або Білховісся, Вільховісся.

## Історія

### Стародавня історія
Терен сучасного міста Херсона був заселений ще з дохристиянських часів. Перша людина з'явилася на цій території в епоху міді та бронзи. На місці, де була розташована Херсонська фортеця, а нині міститься один з центральних парків, було знайдено скіфське поховання IV—III століттях до н. е.

### Середньовіччя
Поблизу міста у XI—XIII століттях розташовувалася давньоруське місто-порт Олешшя, яке контролювалося київськими князями й було «морськими воротами» Київської Русі. На карті XII століття Нузхат ал-Муштак арабського географа Аль-Ідрісі Олешшя згадується під назвою Муліса.

### Заснування міста
Місто вперше позначене на карті Гійома Ле Вассера де Боплана 1648 року під назвою Білеховище. Також місто позначене у книзі Себастьяна де Учедо «Покажчик відомого світу» 1672 року у списку міст Європейської Тартарії.. Більховище було внесене до списку трьох головних міст Єдисану в книзі «Система Географії» 1701 року англійського картографа Германа Молля..
Поблизу міста існував Перевіз, а згодом Старий Перевіз із поселенням й укріпленням, яке було засноване на землях Запорізького Війська Низового в 1737 році запорізькими козаками. Перевіз мав головну економічну функцію — переправляти на правий берег видобуту в Прогноях (подарованих Війську кримським ханом) сіль. Таким чином до самого Зруйнування Запорізької Січі, перші 38 років свого існування Перевіз, або на російських картах Олександр-шанц, був українським в усіх сенсах містечком, центром Перевізької паланки, тобто в ньому постійно перебували до двох сотень козаків, чумаків, плотогонів і корчмарів. Після зруйнування Січі царицею, в 1775, Старий Перевіз, ще не називаючись Херсоном, вже був центром Херсонського повіту, Херсонської єпархії і Херсонського полку, сформованого з тих самих запорожців.

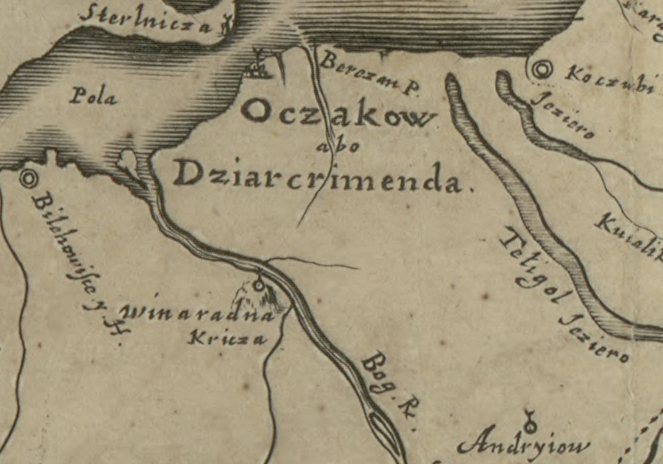
Частка карти де Боплана 1648 року, на якій позначено Біліховичі
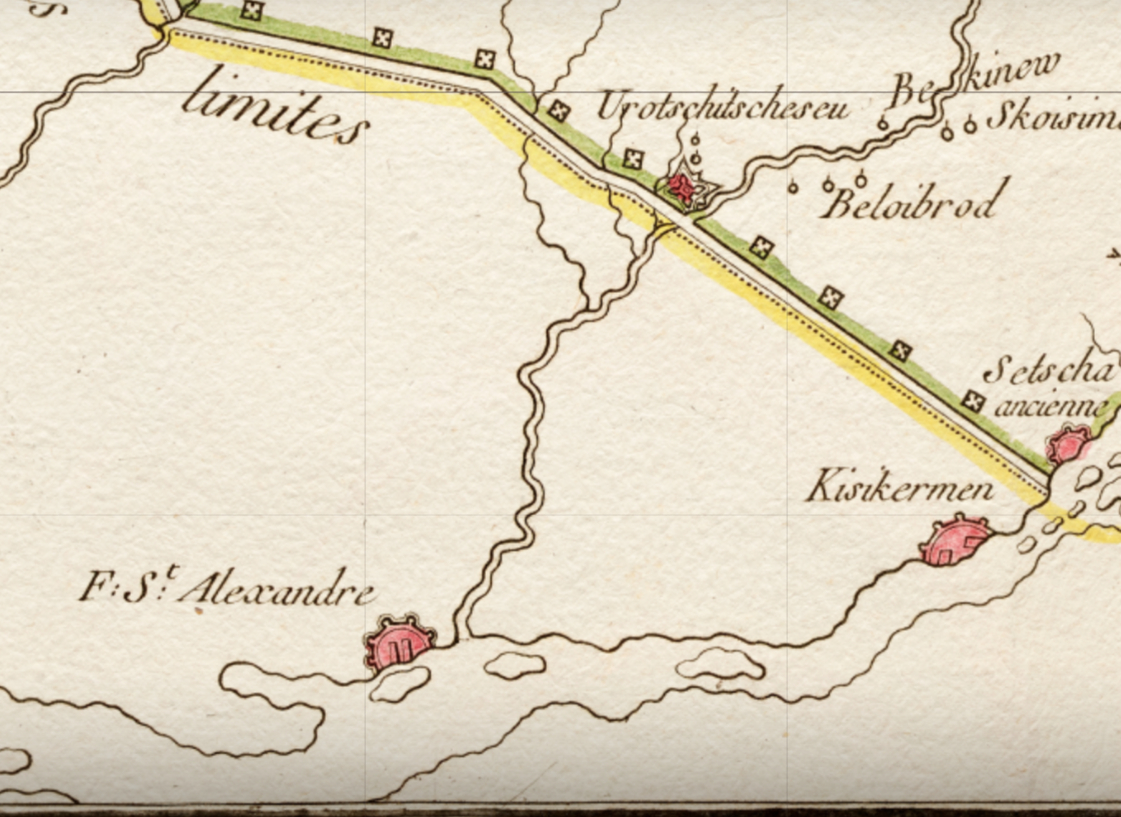
Частка карти з військового атласу Лє Ружа 1769 року, на якій позначено Олександрівський шанець
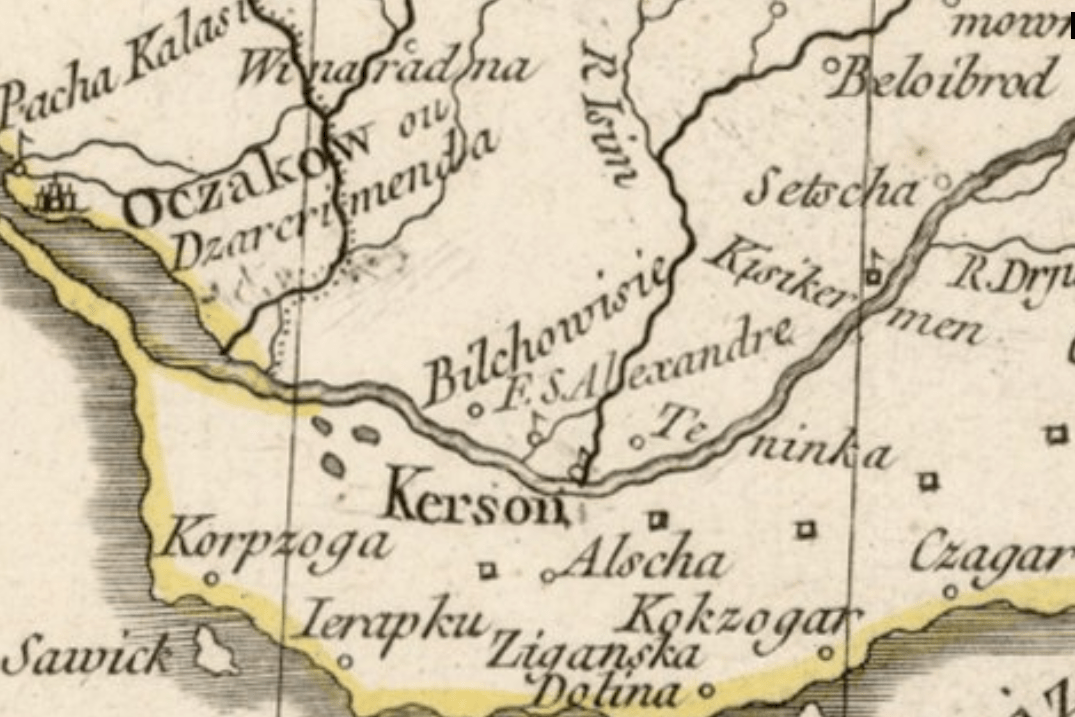
Частка карти де Воґонді 1783 року, де одночасно позначено Херсон, Олександрівський шанець та Більховичі
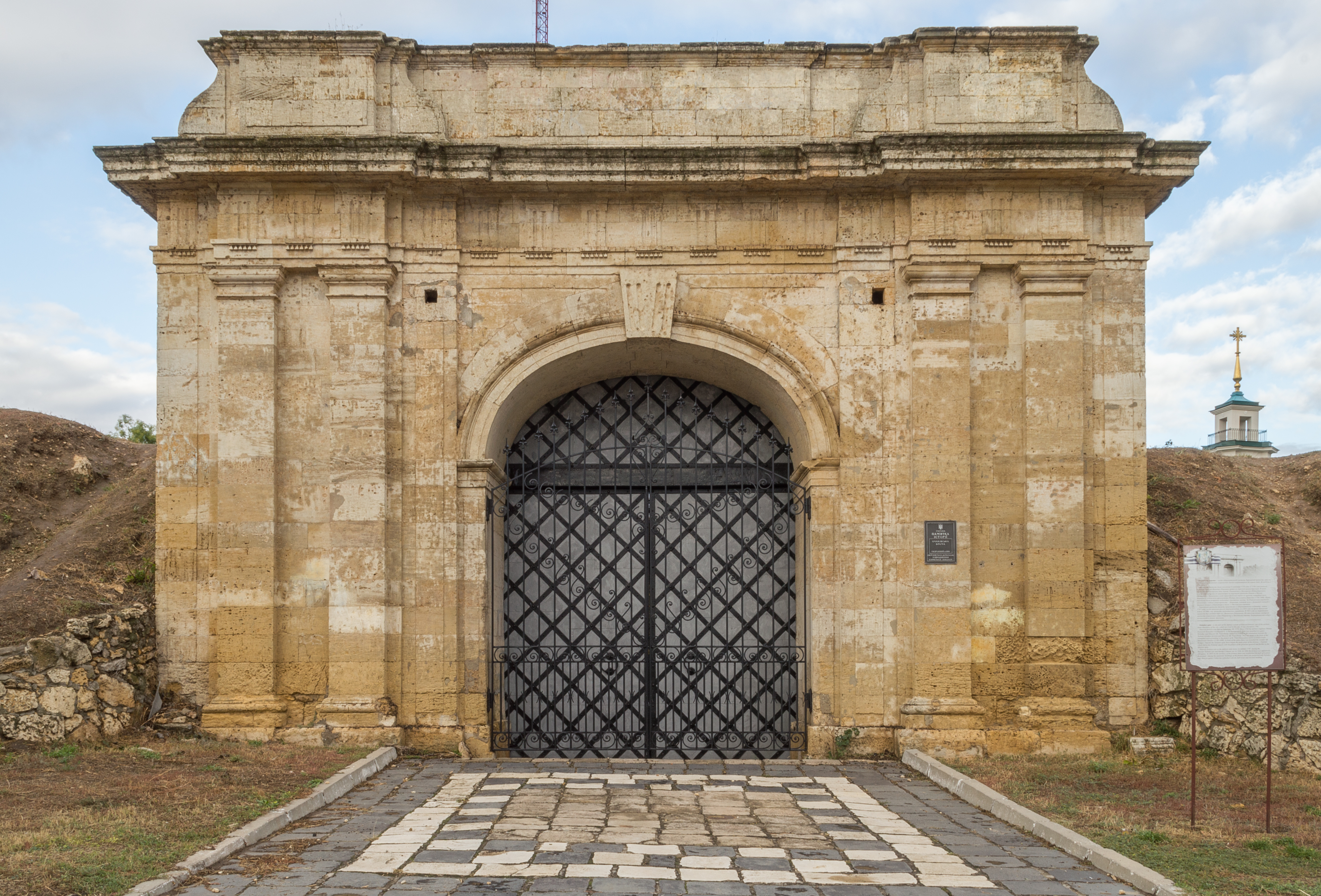
В'їзна брама Херсонської фортеці — пам'ятка XVIII століття

У 1737 році під час Російсько-турецької війни 1735—1739 років на правому березі Дніпра було побудовано укріплення Олександр-Шанц, який за Нової Січі був центром Інгульської паланки. Поновлений у ході російсько-турецької війни (1768—1774), із 1775 р. — поштова станція. У 1776 р. із колишніх запорожців сформовано поселенський Херсонський пікінерський полк. За Кючук-Кайнарджійською мирною угодою 1774 року між Османською імперією і Росією, до Російської імперії відійшли землі між Дніпром і Південним Бугом. Щоб убезпечити їх від можливих нападів, новим господарям краю треба було спорудити нову потужну фортецю, а заодно надійний флот. Для визначення місця під фортифікацію відрядили експедицію, яку очолив віце-адмірал Сенявін, що був командувачем Азовського флоту. Саме він запропонував будувати корпуси суден під прикриттям укріплень Олександрівського Шанцю, а вже потім, провівши їх до Глибокої гавані, у Дніпровсько-Бузькому лимані споряджати їх, ставити гармати та щогли. План Сенявіна був схвалений рескриптом Катерини II у грудні 1775 року. Саме так і будували кораблі в Херсонському адміралтействі, аж до його ліквідації у 1827 році.
Херсон запозичив свою назву в давньогрецького міста Херсонеса Таврійського (грецьке Χερσόνησος, Херсонесос означає півострів). На карті імперії з'явилося нове місто — Херсон, указ про заснування якого 18 червня 1778 року підписала Катерина II. У Херсоні розпочиналося будівництво Чорноморського флоту. Вересневого дня 1783 року зі стапелів адміралтейської верфі було спущено на воду перший 66-гарматний великий корабель «Слава Єкатєріни».
Одним із засновників міста став князь Григорій Потьомкін-Таврійський, а керівником будівництва фортеці — Іван Ганнібал — двоюрідний дід Олександра Пушкіна. Визначним організатором флоту був адмірал Микола Мордвинов, а адмірал Федір Ушаков не лише брав участь у створенні бойових кораблів, а й готував їхні екіпажі до дій проти османського флоту.
У 1787 році командувачем російського війська при Херсоні та Кінбурні було призначено Олександра Суворова.
Наприкінці XVIII століття Херсон відіграв важливу роль у розвитку внутрішніх і зовнішніх економічних зв'язків Російської імперії. Через Херсонський порт здійснювалася торгівля з Францією, Італією, Іспанією та іншими країнами Європи.
З Херсоном були тісно пов'язані долі багатьох історичних осіб України, Польщі та Росії XVIII століття.
Саме тут запорозьку славу примножували козаки та їхні отамани: Сидір Білий, Захарій Чепіга, Антон Головатий, зусиллями яких було створено Чорноморське козацьке військо.

### Новий час

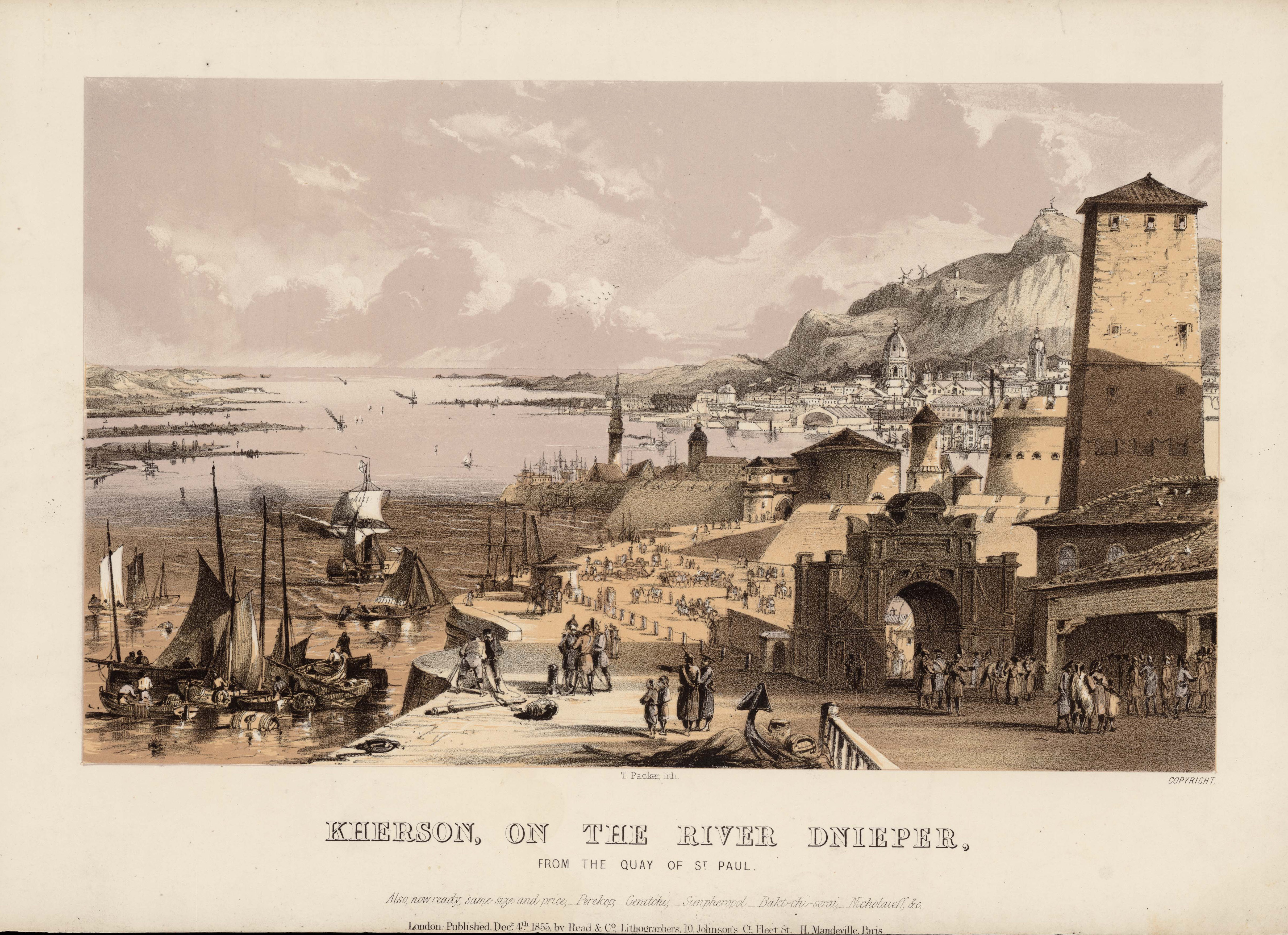
Набережна святого Павла в Херсоні (1855)

У 1803 році Херсон став центром губернії, що охоплювала мало не цілий південь тодішньої України. У місті розвивалося цивільне суднобудування, виростали підприємства з переробки продукції сільського господарства. Після 1861 року намітилося значне зростання економічного потенціалу краю. З проведенням днопоглиблювальних робіт у руслі Дніпра Херсон знов набув значення важливого морського порту. На початку XX століття десятки мільйонів пудів хліба щороку вивозили звідси до Великої Британії, Німецької імперії, Данії та інших держав.
Промислові підприємства міста постачали продукти харчування, вироби легкої промисловості, суднобудування, сільськогосподарського машинобудування, лісообробки. У 1907 р. залізнична колія з'єднала Херсон з великими містами країни, а у 1908 році дала струм перша міська електростанція.
Станом на 1914 рік населення Херсона перевищило 80 тис. осіб. Місто було не лише адміністративним, а й культурним центром Південної України. Тут функціонувало понад 50 шкіл, училища, 6 гімназій. Висококласних спеціалістів готувало земське сільськогосподарське, морехідне, медичне, комерційне училища, учительська семінарія. У місті діяли театр, музичне товариство, бібліотеки, два музеї. Значну роботу з розбудови та доброустрою виконувала міська дума.

### Під часрадянсько-української війни

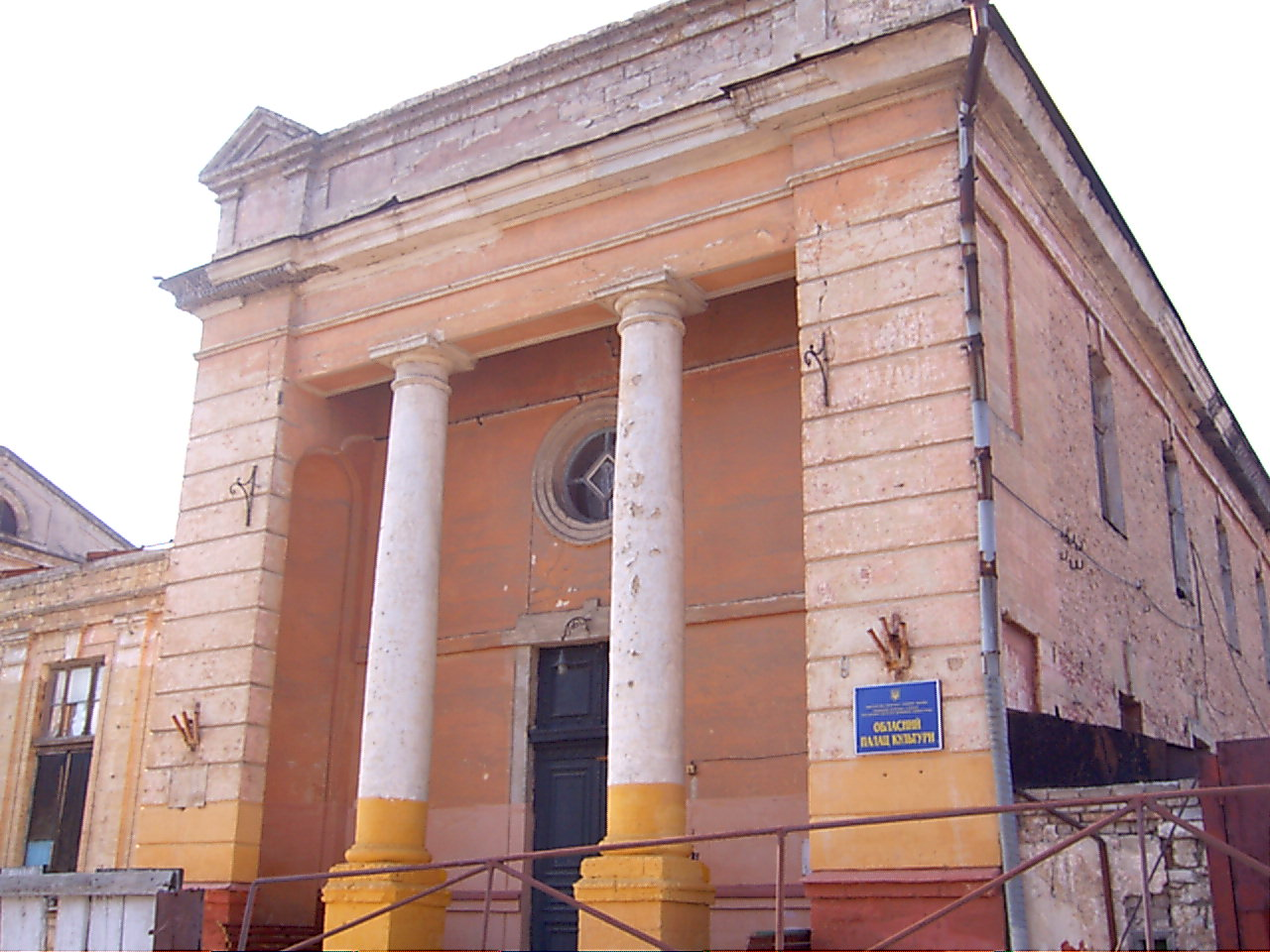
Обласний палац культури, де у 1918—1920 роках містився Український національний театр

Звістку про повалення самодержавства в Херсоні одержали 2 березня 1917 року. Після проголошення першого універсалу Центральної Ради органом влади в місті було проголошено українську губернську Раду на чолі з колишнім учителем Володимиром Чехівським. Того ж року зусиллями херсонських українців у місті виникла перша українська політична організація «Українська Хата», яка стала кузнею українських державотворчих процесів на Херсонщині. 10 грудня 1917 Херсонська губернська рада визнала Херсонщину невід'ємною складовою УНР.
Всі партії перейшли в місті на легальне становище. У Херсоні діяли партії українських націонал-демократів, есерів, кадетів, більшовиків, меншовиків тощо.
18 січня 1918 року місто захопили більшовицькі війська. Цей період тривав два місяці. Була проведена націоналізація підприємств, ліквідовано попередній адміністративний апарат, встановлено «революційний порядок».
5 квітня 1918 року австро-німецькі війська за допомогою Українських Січових Стрільців взяли Херсон. В Україні розпочалося правління гетьмана Павла Скоропадського, яке тривало 8 місяців.
На зміну прийшла влада Директорії, а 29 січня 1919 року в місто прибули британо-франко-грецькі війська.
8 березня 1919 року під час радянсько—української війни більшовицькі загони Никифора Григор'єва окупували місто, а влада перейшла до «Ради робітничих та солдатських депутатів». Під її керівництвом проводилася політика «воєнного комунізму».
З 13 серпня 1919 року Херсон перейшов під контроль військ Добровольчої армії Півдня Росії під командуванням генерала Антона Денікіна.
16 квітня 1920 року Херсоном остаточно заволоділа Червона армія та встановлена радянська влада.
| Період                           | Встановили владу                                            | Втратили владу                           |
| 5 грудня 1917 року               | Створено Воєнревком рад                                     | Осередок Центральної Ради                |
| 18 січня 1918 року               | Воєнревком захоплює владу                                   | Осередок Центральної Ради                |
| 19 березня — 5 квітня 1918 року  | Оборона більшовиків на чолі з «Радою п'ятьох»               | Австро-німецькі війська, Центральна Рада |
| 5 квітня — листопад 1918 року    | Центральна Рада, Гетьманат, Австро-німецькі війська у місті | Підпільний Воєнревком                    |
| 28 листопада — грудень 1918 року | Страйкова боротьба більшовиків                              | Директорія                               |
| 24 січня — 2 лютого 1919 року    | Висадка британських, французьких та грецьких військ.        | Більшовицький Воєнревком                 |
| 27-30 січня 1919 року            | Більшовицький Воєнревком                                    | Війська Антанти                          |
| 10 березня 1919 року             | Вхід Червоної армії у місто                                 | Директорія, Добровольча армія Денікіна   |
| 25-29 травня 1919 року           | Загони Матвія Григор'єва у місті                            | Червона армія                            |
| 13 серпня 1919 року              | Денікінська армія                                           | Червона армія                            |
| 3 лютого 1920 року               | Червона армія Уборевича захопила місто                      | Директорія, Денікін                      |

### Під часрадянської окупації України

#### Ранній СРСР
У березні 1923 році Херсон став центром Херсонської округи. До червня 1925 року, коли губернії було ліквідовано, він входить до складу Одеської губернії. У 1925 році в місті проживало 46 230 осіб. Були створені великі промислові підприємства: кондитерську фабрику (1928), консервний завод (1929), електромашзавод (1932), бавовнянопереробний завод (1933), у 1931 році збудовано нові корпуси судноремонтного заводу, закінчилося спорудження елеватора — одного з найбільших у державі, споруджувався нафтопереробний завод. Збільшив обіг вантажів херсонський порт (у 1939 році через нього було перевезено 1 млн тонн вантажів).
У часи Голодомору-геноциду загинуло щонайменше 6330 жителів міста.
Херсон суттєво постраждав від радянської влади. Під час Великого терору, лише за листопад-грудень 1937 року радянськими карально-репресивними органами було засуджено до вищої міри покарання (страта через розстріл) майже 2 тис. містян.

### Друга світова війна
У 1941 році в Херсоні було відкрито аеропорт. Станом на цей рік у Херсоні працювали 4 поліклініки, 3 лікарні, 22 дитсадки, 59 шкіл, 7 дитячих будинків, 2 ЗВО. Також у Херсоні діяла авіашкола, яка випустила велику кількість пілотів — Героїв Радянського Союзу
З початком німецько-радянської війни 22,5 тис. осіб з Херсонщини вступили до лав добровольців. З Херсона у серпні 1941 року було евакуйовано три заводи: нафтопереробний, сільськогосподарського машинобудування, судноремонтний. За 20 діб евакуації на лівий берег Дніпра було переправлено 130 тис. осіб.
У середині серпня 1941 року німецькі війська підійшли до Херсона. Місто захищали воїни 51-ї стрілецької дивізії і моряки Дунайської військової флотилії.
Битва за Херсон тривала з 15 по 18 серпня 1941 року, коли Херсон тимчасово захопили німецько-фашистські війська. Він увійшов до складу німецького протекторату Райхскомісаріат Україна.
Основні бойові дії по реокупації міста Червоною армією умовно можна поділити на два етапи: знищення Херсонського передмостового плацдарму (02.11 — 21.12.1943) і форсування Дніпра та захоплення міста (11.03.1944—13.03.1944).
За час окупації Херсона місто було перетворено у велику перевалочну базу, та місце переправи через  Дніпро, для безперебійного постачання усім необхідним військ групи армії «Південь». В районі селища Антонівка було наведено паром, канатну дорогу, та в короткий час було збудовано залізничний міст. Проте після Битви за Кавказ поразки під Сталінградом німецькі війська були вимушені відступити, і бойові дії почали повертатися на схід. Таким чином Херсон став важливим у стратегічному плані містом. Гітлер особисто наказував тримати міст через Дніпро, розраховуючи перейти у контрнаступ на Перекоп. Оборону було налагоджено лінією Олешки, Саги, Челбурда, Козацькі Лагеря утворивши Передмостовий плацдарм. Врешті решт після довгих днів оборони німецькі війська були змушені відійти, міст було підірвано 18 грудня 1943 року, а останні війська відійшли у Херсон 21 грудня 1943 року.
Після важких боїв настало незначне затишшя, яке обидві сторони використали для перегрупування військ. Німецька сторона швидкими темпами готувала місто до довготривалої оборони. Були вириті окопи, збудовані доти, підготовлені мінометні та артилерійські позиції.
Штабом 28-ї армії 10 березня був розроблений план операції по реокупації міста форсуючи річку в районі Антонівка, Кіндійка. Це завдання покладалося на 49 Гвардійську та 295 стрілецькі дивізії. 13 березня 1944 року період німецької окупації закінчився, і почалася нова окупація, до міста увійшли сили радянської армії, а саме частини 49-ї гвардійської стрілецької дивізії під командуванням полковника Василя Маргелова та 295-ї стрілецької дивізії під командуванням полковника Олександра Дорофєєва.
П'ятнадцяти воїнам за мужність і героїзм, проявлені при реокупації міста владою Радянського Союзу було присвоєно звання Героя Радянського Союзу. Цією нагородою були удостоєні: командир 295-ї стрілецької дивізії полковник А. П. Дорофеєв, командири батальйонів капітан П. М. Кутепов, майор Г. А. Акопянц, капітан М. А. Золотухін, майор Г. Д. Шенгелія, капітан В. М. Добросоцьких, командир роти лейтенант Г. Г. Бахтадзе, командир взводу старший сержант І. І. Тішкун, рядовий Н. Н. Суббота, командир 49-ї гвардійської стрілецької дивізії полковник В. П. Маргелов, лейтенант С. А. Гуменюк і Приходько, молодший лейтенант С. А. Харченко, старший сержант Н. І. Белявський і сержант Г. В. Емельянов
Сумна статистика: місто окуповане силами Вермахту 19 серпня 1941 року, силами окуповане Радянського Союзу 13 березня 1944 року. За час окупації силами Третього Рейху в місті було знищено 17 тис. цивільних громадян та близько 40 тис. військовополонених, 15 тис. вивезено до Німеччини, 18 900 жителів — учасники бойових дій, з яких 7 598 — загинули, 16 482 — нагороджені.
В період німецької окупації у Херсоні активно діяла Організація Українських Націоналістів (революційна). Херсонський окружний провід ОУН(р) очолював Богдан Бандера (рідний брат Степана Бандери). Під прикриттям діяльності загонів самооборони, дозволених окупаційною владою, вони проводили збори з метою пропаганди програми ОУН, на які збиралося до двох тисяч осіб. Прихильники ОУН(б) гуртувалися навколо командира самооборони на ім'я «Конрад». Вони мали зв'язок з іншою групою, що діяла в окупаційній адміністрації Херсона. Керував нею заступник міського голови Гриць. До середини січня 1942 року обидві групи були заарештовані. 12 серпня того ж року в Херсоні було ув'язнено ще вісім осіб, запідозрених у приналежності до українського підпілля. У листопаді 1942 організаційну мережу ОУН(р) було ліквідовано німцями.
13 березня 1944 року Юрій Левітан зачитав зведення Радінформбюро, в якому повідомив про звільнення обласного міста Херсона, хоча місто тоді було лише районним центром. Щоб зачитане зведення не було дезінформацією, Йосип Сталін наказав створити Херсонську область, яка 30 березня 1944 року була утворена Указом Президії Верховної ради СРСР. До її складу увійшло 20 районів.

### Після Другої Світової війни
30 березня 1944 року Херсон отримав статус обласного міста УРСР. У повоєнні роки місто перетворилося на великий промисловий, сільськогосподарський та культурний центр на Півдні України.
Галузеве формування промисловості Херсона в цілому завершилося в 50-ті роки, коли запрацювали виробничі потужності суднобудівного заводу, заводів ім. Петровського, нафтопереробного, бавовняного комбінату.
У 1951 році розпочалося будівництво суднобудівного заводу, а вже через три роки з його стапелів зійшли перші 2 танкери «Херсон» та «Грізний». Всесоюзною будовою був бавовняний комбінат, закладення першої черги якого — прядильно-ткацької фабрики № 1, відбулося в грудні 1952 року. У січні 1955 року було випущено перші метри тканин.
16 червня 1960 року в місті відкрито тролейбусне сполучення. З 1961 року розпочався регулярний рух суден на підводних крилах за маршрутом Херсон — Одеса.
У березні 1977 року в Херсоні почалося будівництво автомобільного мосту через Дніпро, який сполучив місто з лівобережжям та Кримом.

### У Незалежній Україні
Після 1991 року Херсон досить складно пережив економічну та соціальну кризу. Більшість великих підприємств, які функціонували за радянських часів - прийшли в занепад. 
Було спроби відкриття ряда нових підприємств, одне з яких підприємство Анто-Рус, що займалось великовузловим складанням автомобілів Лада, пізніше виготовленням автобусів Скіф та Антон. Завод пропрацював з 2001 по 2012 роки. У 2012 році підприємство визнане банкрутом. Через економічні проблеми завод припинив своє існування.
У 2008 році на підприємстві «Автомобільний завод „Віпос“» була спроба SKD-збірки Ауді моделі А6, Q7 та A4 B8. Підприємство планувало збирати 1200 автомобілів на рік  Однак всього було зібрано лише 190 автомобілів. Безумовно це можна повʼязувати з економічною кризою 2008 року, але ж втім. В 2014 році на непрацюючому заводі сталась пожежа. У 2016 році , відповідно до слів тодішнього міського голови Володимира Миколаєнка були спроби реанімувати підприємство. Втім починаючи з 2016 році через банкрутство підприємство в стані припинення

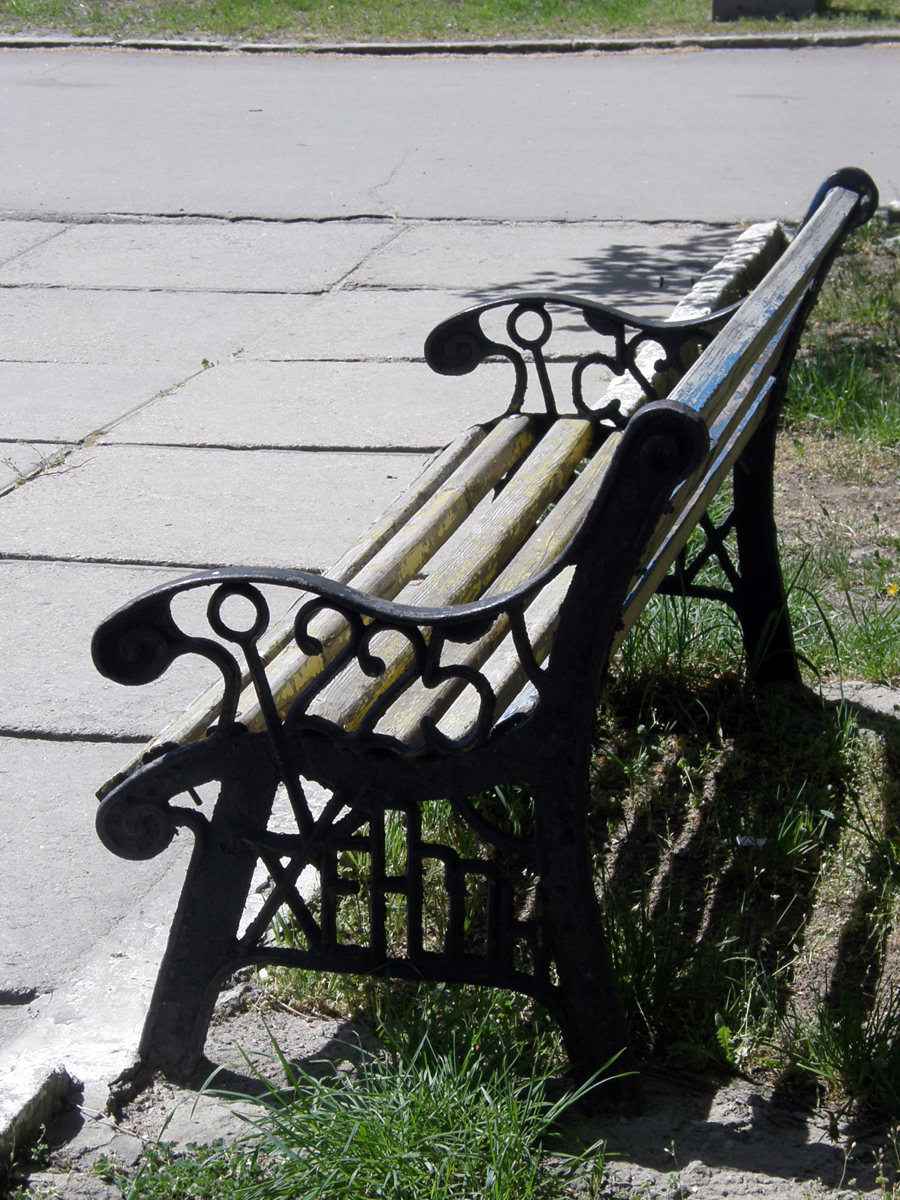
Лавка до 225-річчя міста (2003)

Були спроби структурних перебудов великих херсонських підприємств. Суднобудівний завод отримав ряд замовлень з-за кордону, на нафтопереробний завод прийшли потужні інвесторів.
Відновлено пам'ятник засновникові міста Григорію Потьомкіну. Втім в ході контрнаступу ЗСУ при відступі з Херсону російські окупанти демонтували його разом з пам'ятниками Суворову та Ушакову.
У 2002 році розпочалася реставрація Свято-Успенського собору, відновлюється римо-католицький костел, будується лютеранська кірха.
У 2014 році через анексію Криму Російською Федерацією, в Херсоні почало базуватися Представництво Президента України в Автономній Республіці Крим. Надалі серед жителів окупованого Криму стало популярним явище «паспортного туризму» з поїздками у Херсон заради отримання українського паспорта для виїзду за кордон. Також у Херсоні зберігався прапор України, з яким жителі Криму стояли на мітингах проти окупації російськими військами.

#### Російське вторгнення в Україну (з 2022)
Під час російсько-української війни бойові дії в районі міста почалися з перших днів повномасштабного вторгнення Російської Федерації на територію України, 24 лютого 2022 року.
Окупаційні сили почали влаштовувати провокації з ціллю подальшої анексії регіону. У місті пройшла серія масштабних мітингів з гаслами «Херсон — це Україна» проти російської окупації. 28 червня стало відомо, що російські окупанти почали незаконну видачу російських паспортів в місті та області. Протягом наступних місяців ЗСУ завдавали численні удари по складах боєприпасів та командних пунктах російських військ у Херсоні.
Жителі міста зазнали репресій від окупаційних військ. Найбільших репресій зазнали проукраїнські громадяни та ветерани АТО. Знущань від військ РФ зазнавали і прості місцеві жителі. Під час тимчасової окупації правобережної частини Херсонської області Росія піддавала місто насильницькій русифікації та вживала заходів для викорінення в ньому української мови: окупаційна влада знищувала в Херсоні українськомовну літературу та масово поширювала листівки й білборди з гаслом «росіяни й українці — один народ, єдине ціле». В усіх школах міста окупанти викладали лише російською.

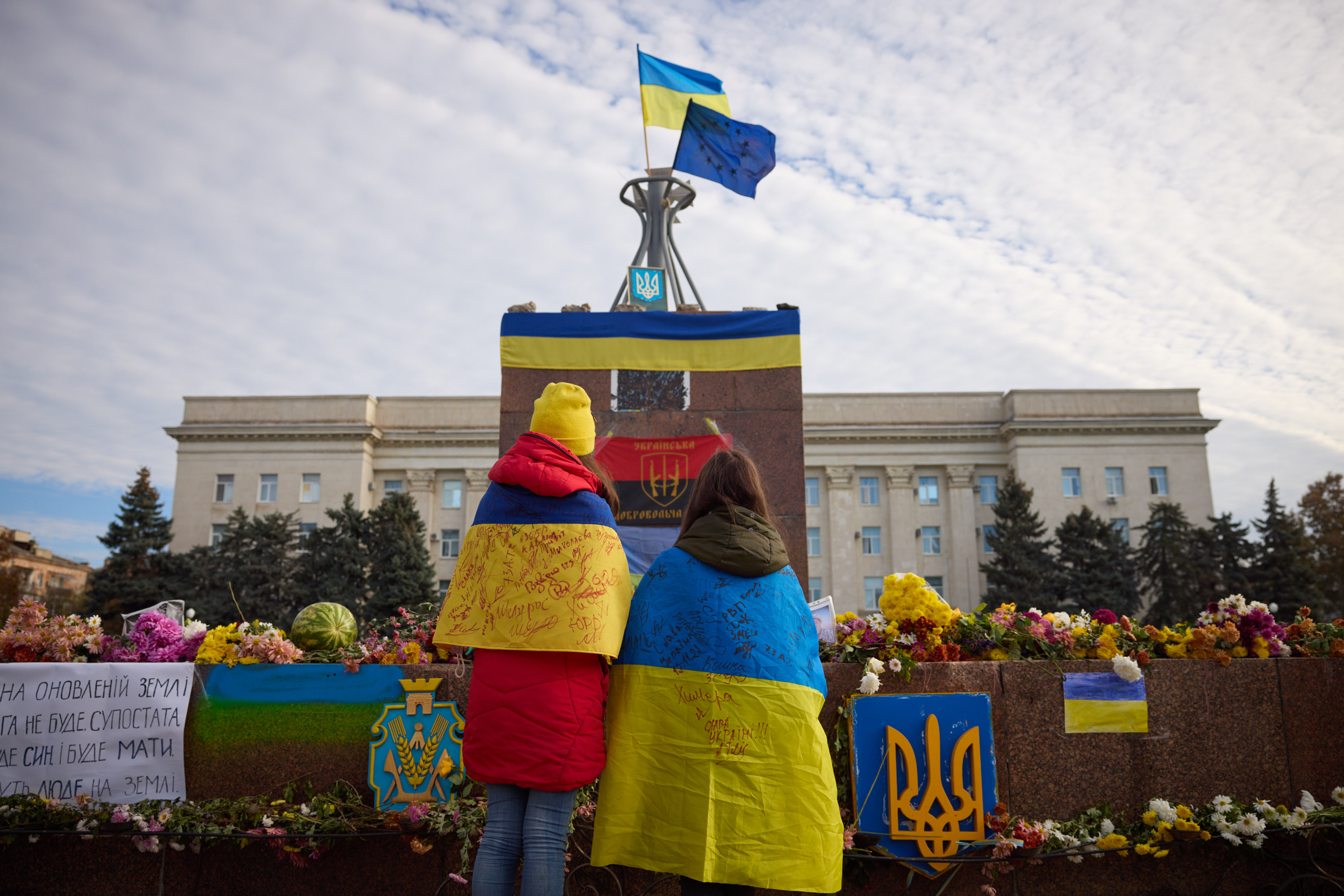
Площа Свободи після деокупації

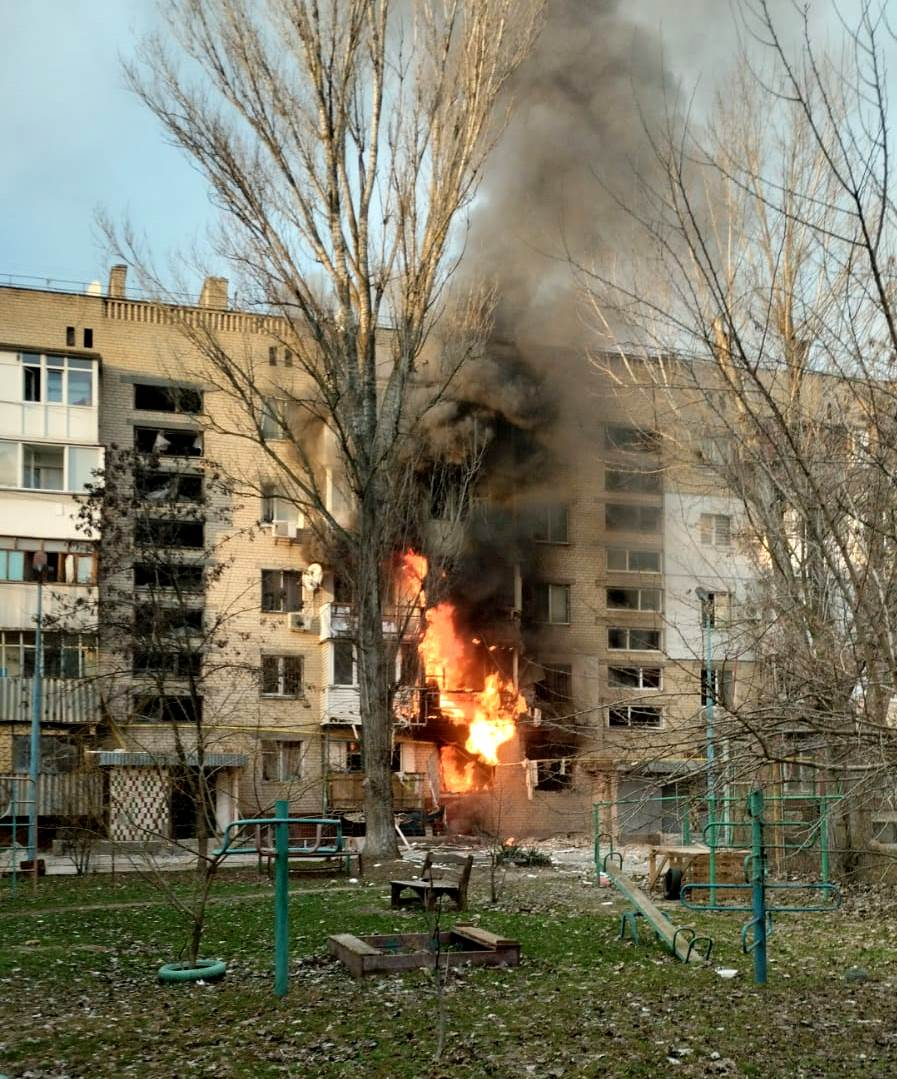
Херсон після російського обстрілу, пожежа у приміщенні Червоного Хреста 15 січня 2023 року

11 листопада 2022 року в місто увійшли Збройні сили України. Херсон був звільнений від російських загарбників після 256 днів окупації.
Перед відступом російська армія підірвала об'єкти інфраструктури (ТЕЦ, телевежу з центрами мовлення, розподільчу станцію обленерго тощо), залишивши місто без води, світла, тепла та зв'язку, вивезла до Криму експонати двох основних міських музеїв (краєзнавчого та художнього), а також забрала декілька пам'ятників історичним діячам і рештки Григорія Потьомкіна.

#### Після деокупації
Після деокупації Херсону місто було розташовано приблизно за 1,8 км від вогневих позицій військ РФ на лівому березі річки Дніпро, Херсон перебуває під постійним вогнем російських військових.
24 листопада 2022 року, внаслідок обстрілу, виникла пожежа у житловому будинку в мікрорайоні «Житлоселище».
Після звільнення правого берега Херсонської області, за даними прокуратури України, було виявлено тіла 432 убитих мирних жителів.
24 грудня 2022 року російські війська вкотре обстріляли центр Херсона, вбивши шістнадцять мирних жителів та поранивши понад 60.
25 грудня 2022 року російські окупанти обстрілювали Херсон 41 раз, у місті вишикувалися черги до центру здачі крові.
Напередодні Нового 2023 року, 31 грудня, російські війська 40 разів обстріляли територію Херсонщини. По містах та селах били з артилерії, РСЗВ та мінометів. Місто Херсон атакували 18 разів. Снаряди влучили в об'єкт критичної інфраструктури, приватні та багатоквартирні будинки. Поранені троє людей. Серед них діти: 13-річний хлопчик у тяжкому стані, 12-річна дівчинка зазнала поранення середнього ступеня тяжкості.
2 лютого 2023 року окупанти обстріляли Херсон, пошкоджено приватні будинки, будівлю школи, а також перебито газову трубу.
8 лютого 2023 року, внаслідок обстрілу окупантами, загинули двоє людей та четверо поранено.
З 2 березня 2023 року — начальником Херсонської міської військової адміністрації призначено Мрочка Романа Миколайовича.
3 травня 2023 року окупанти завдали черговий удар по Херсону, внаслідок якого загинули 24 людини та поранено 45.

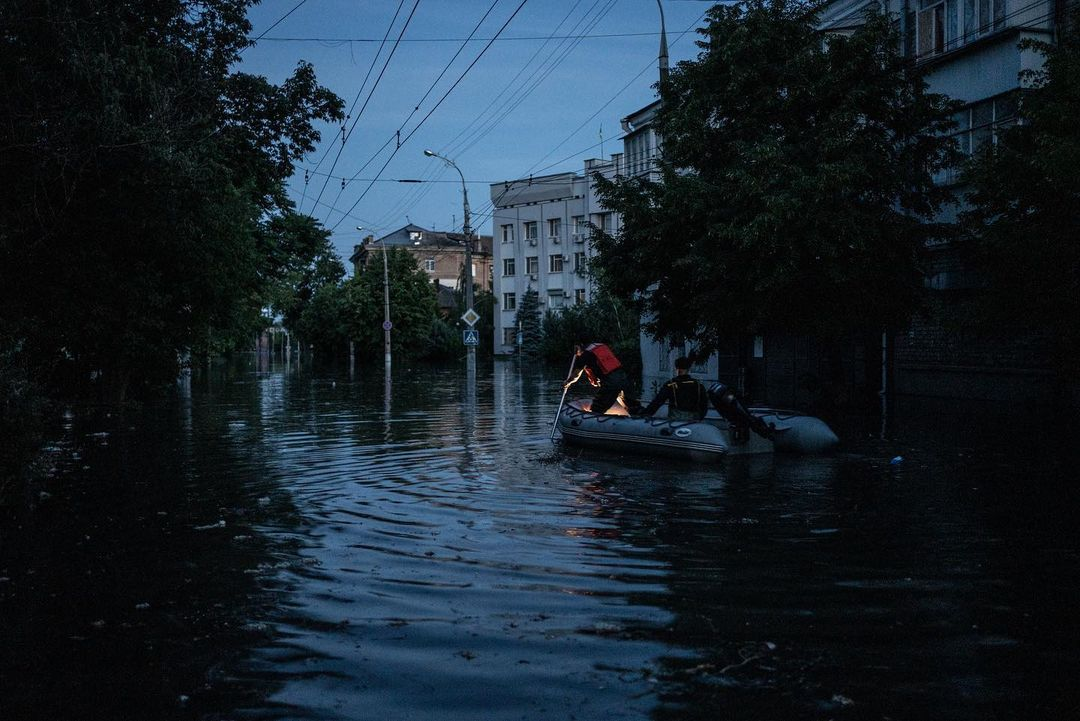
Підтоплення у місті Херсон, яке відбулось в результаті підриву росіянами Каховської дамби

З 6 червня 2023 року, частину міста та його околиць затопило водою річки Дніпро, яка розлилась внаслідок підриву Каховської ГЕС російськими окупантами.
Станом на лютий 2024 року внаслідок постійних обстрілів у місті було пошкоджено 2822 приватних та 768 багатоквартирних будинки, сотні будинків не підлягали відновленню, у тому числі через затоплення підривом ГЕС.
14 липня 2025 року російські окупанти під час обстрілу Херсона знищили будинок культури суднобудівників, який був однією з найвідоміших історичних будівель міста, побудоване у 1860-х роках біля Павлівського парку. Після влучання спалахнула пожежа. Коли рятувальники приїхали, щоб загасити вогонь, окупанти завдали повторного удару. Затишне місце, створене за ініціативи губернатора Клушина, отримало назву «Міське зібрання» або клуб. Раніше на цьому місці був їстівний ряд та пожежна частина. З кінця XIX століття тут вирувало культурне життя: проводили бали, збиралися на вечори, грали в більярд, читали газети, знайомилися. У 1903—1906 роках відбулася перебудова — прикрашений фасад, добудуваний купол, розширений сад, з'явився  кегельбан та власна електростанція. За часів СРСР почалося «спрощення»: прибрано купол, знищені архітектурні деталі, зроблена типова «культурну установу». У Будинку культури працювали творчі колективи, театр, ансамблі.
2 серпня 2025 року окупанти атакували з авіації Херсон, ворог скинув на місто дві керовані авіабомби. Внаслідок атаки пошкоджено автомобільний міст, що веде до мікрорайону Корабел. Крім цього, понівечено три приватні будинки та багатоповерхівку.

## Клімат
| Клімат Херсона                 | Клімат Херсона | Клімат Херсона | Клімат Херсона | Клімат Херсона | Клімат Херсона | Клімат Херсона | Клімат Херсона | Клімат Херсона | Клімат Херсона | Клімат Херсона | Клімат Херсона | Клімат Херсона | Клімат Херсона |
| Показник                       | Січ.           | Лют.           | Бер.           | Квіт.          | Трав.          | Черв.          | Лип.           | Серп.          | Вер.           | Жовт.          | Лист.          | Груд.          | Рік            |
| Абсолютний максимум, °C        | 15,0           | 18,6           | 22,1           | 32,0           | 37,7           | 39,5           | 40,5           | 40,7           | 33,3           | 32,0           | 21,8           | 16,5           | 40,7           |
| Середній максимум, °C          | 1,4            | 2,2            | 7,7            | 15,7           | 22,3           | 26,4           | 29,3           | 28,9           | 22,8           | 15,6           | 7,8            | 2,8            | 15,3           |
| Середня температура, °C        | −1,7           | −1,3           | 3,2            | 10,1           | 16,1           | 20,4           | 22,9           | 22,3           | 16,7           | 10,4           | 4,1            | −0,2           | 10,3           |
| Середній мінімум, °C           | −4,5           | −4,5           | −0,5           | 5,0            | 10,1           | 14,6           | 16,8           | 16,0           | 11,3           | 5,9            | 1,0            | −2,8           | 5,7            |
| Абсолютний мінімум, °C         | −26,3          | −24,4          | −20,2          | −7,9           | −1,5           | 5,8            | 9,2            | 6,6            | −5             | −7,6           | −16,2          | −22,2          | −26,3          |
| Норма опадів, мм               | 29             | 30             | 29             | 32             | 39             | 52             | 44             | 35             | 42             | 32             | 38             | 33             | 435            |
| ------------------------------ | -------------- | -------------- | -------------- | -------------- | -------------- | -------------- | -------------- | -------------- | -------------- | -------------- | -------------- | -------------- | -------------- |
| Джерело: Погода i клімат(рос.) |                |                |                |                |                |                |                |                |                |                |                |                |                |

3 липня 2024 року за даними Херсонського обласного центру з гідрометеорології були зафіксовані нові температурні рекорди:
- Середня добова температура повітря становила +29,1°С. Попередній рекорд був зафіксований у 2020 році: +28,9°С.
- Максимальна за добу температура повітря становила +36,9°С. Попередній рекорд був зафіксований у 2020 році: +36,3°С[58].

## Геральдика

Геральдика міста
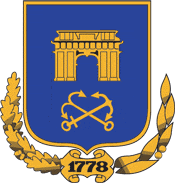
Герб Херсона (1995)
Сучасний герб Херсона (2005)

## Населення
Населення міста станом на 2022 рік — 279 131 осіб. Населення агломерації — понад 350 тис. осіб. Станом на 6 серпня 2024 року у Херсоні проживає 81 тисяча 599 людей.
Динаміка національного складу населення Херсона за даними переписів, %
|          | 1850-і | 1926 | 1939 | 1959 | 1989 | 2001 |
| -------- | ------ | ---- | ---- | ---- | ---- | ---- |
| Українці | 40,3   | 36,0 | 60,9 | 63,0 | 66,0 | 75,7 |
| Росіяни  | 16,7   | 36,0 | 19,4 | 29,0 | 29,2 | 20,0 |
| Євреї    | 41,4   | 25,3 | 16,6 | 6,0  | 1,9  | 0,5  |

### Мовний склад
Динаміка рідної мови населення Херсона за переписами, %
| Мова       | 1897 | 1926 | 1989 | 2001 |
| ---------- | ---- | ---- | ---- | ---- |
| Українська | 19,6 | 16,3 | 45,5 | 53,4 |
| Російська  | 47,2 | 66,4 | 53,0 | 45,3 |
| Іврит      | 29,1 | 14,7 | 0,1  | 0,01 |

Рідна мова населення за даними перепису 2001 року:
| Мова       | Чисельність, осіб | Доля     |
| ---------- | ----------------- | -------- |
| Українська | 173 102           | 53,36 %  |
| Російська  | 147 091           | 45,34 %  |
| Інше       | 4 231             | 1,30 %   |
| Разом      | 324 424           | 100,00 % |

Під час тимчасової окупації правобережної частини Херсонської області Росія піддавала місто насильницькій русифікації та вживала заходів для викорінення в ньому української мови: окупаційна влада знищувала в Херсоні українськомовну літературу та масово поширювала листівки й білборди з гаслом «росіяни й українці — один народ, єдине ціле». В усіх школах міста викладали тільки російською.

## Адміністративний поділ
Херсон поділений на три міські райони:
- Дніпровський район включає ХБК, Текстильний, селище Склотара, Слобідка, Воєнка, Східний.
- Корабельний район — включає мікрорайони Шуменський, Корабел, Забалка, Сухарне, Житлоселище, Селище-4, Селище-5.
- Центральний район — найстаріший район міста, на території якого розташований історичний центр. До складу району входять мікрорайони: Таврійський, Північний та Млини.

## Економіка

### Основна характеристика
У радянський період Херсон став великим промисловим містом, попри занепад під час війни (1941—1944).
Провідні галузі промисловості: металообробна і машинобудівна (зокрема, суднобудування і сільськогосподарське машинобудування), харчова і текстильна. Найважливіші підприємства машинобудування та металообробної промисловості: Херсонський комбайновий завод ім. Г. Петровського, Херсонський суднобудівний завод, суднобудівний і судноремонтний завод імені Комінтерну, судноремонтний завод, електромашинобудівний завод, завод карданних валів.
З підприємств харчової промисловості найбільшими є Херсонський консервний комбінат, хлібний, м'ясний, рибний комбінати, млинокомбінат, молочний, виноробний заводи, макаронна фабрика.
Легка промисловість представлена Херсонським бавовняним комбінатом, шкіряно-взуттєвим комбінатом, взуттєвою і швейною фабриками.
Працюють нафтоперегінний завод (нафта надходить з Росії системою «Придніпровських нафтопроводів»), великий склотарний завод, завод залізобетонних виробів тощо.
Промислові підприємства виробляють морські вантажні судна, танкери, сейнери, теплоходи, тракторні причепи тощо.
За 2009 рік 106 промисловими підприємствами міста реалізовано товарної продукції на суму 3542,0 млн грн.

### Транспорт
До російського вторгнення в Україну Херсонський морський торговий порт провадив великі експортно-імпортні операції з багатьма країнами світу.
Аеропорт «Херсон» (Чорнобаївка) (код IATA: KHE, код ICAO UKOH (знищений російськими окупантами).
В місті діє залізнична станція Херсон.
Через місто пролягає автошлях міжнародного значення М14E58 (Одеса — Мелітополь — Новоазовськ), що у своєму кримському відгалуженні переходить у витончений Антонівський міст (зруйнований російськими окупантами) — гордість Херсона. У місті бере початок автошлях М17E97 (Херсон — Керч — Сочі — Поті).
Міський транспорт представлений автобусами та тролейбусами. З 2025 року в місті  планують обʼєднання комунальних транспортних підприємств.

## Спорт
В Херсоні базується жіноча гандбольна команда «Дніпрянка» — багаторазовий бронзовий призер Чемпіонату України з гандболу серед жінок.
До 2022 року в Херсоні існував футбольний клуб Кристал (Херсон).
Українські футболісти, які перші свої кроки робили у Столиці кавунового краю:
1. Максимов Юрій Вільйович;
2. Головко Олександр Борисович (футболіст);
3. Третяк Сергій Володимирович;
4. Воронежський Сергій Петрович;
5. Старцев Максим Олександрович;
6. Караваєв Олександр Олександрович;
7. Коваленко Віктор Вікторович;
8. Жосан Анатолій Миколайович;
9. Роговський Володимир Григорович;
10. Ніченко Ігор Григорович;
11. Сітало Артем Сергійович.

З побудовою льодового комплексу «Фаворит-Арена» в рамках програми розвитку хокею в Україні серйозного розвитку отримав Дніпро (Херсон), багаторічний призер першості України з хокею.
До 2022 року в місті функціонував футзальний клуб Продексім (футзальний клуб). Призер першості України з футзалу.
- Херсонська міська дитячо-юнацька спортивна школа № 3 —
  - Вечерко Євген Матвійович — тренер-викладач Херсонської міської ДЮСШ № 3, кавалер ордена «За заслуги» III ступеня.[72]
  - Гілін Олександр Валерійович — старший тренер-викладач Херсонської міської ДЮСШ № 3, заслужений працівник фізичної культури й спорту України (2019)[73].

## Природні ресурси

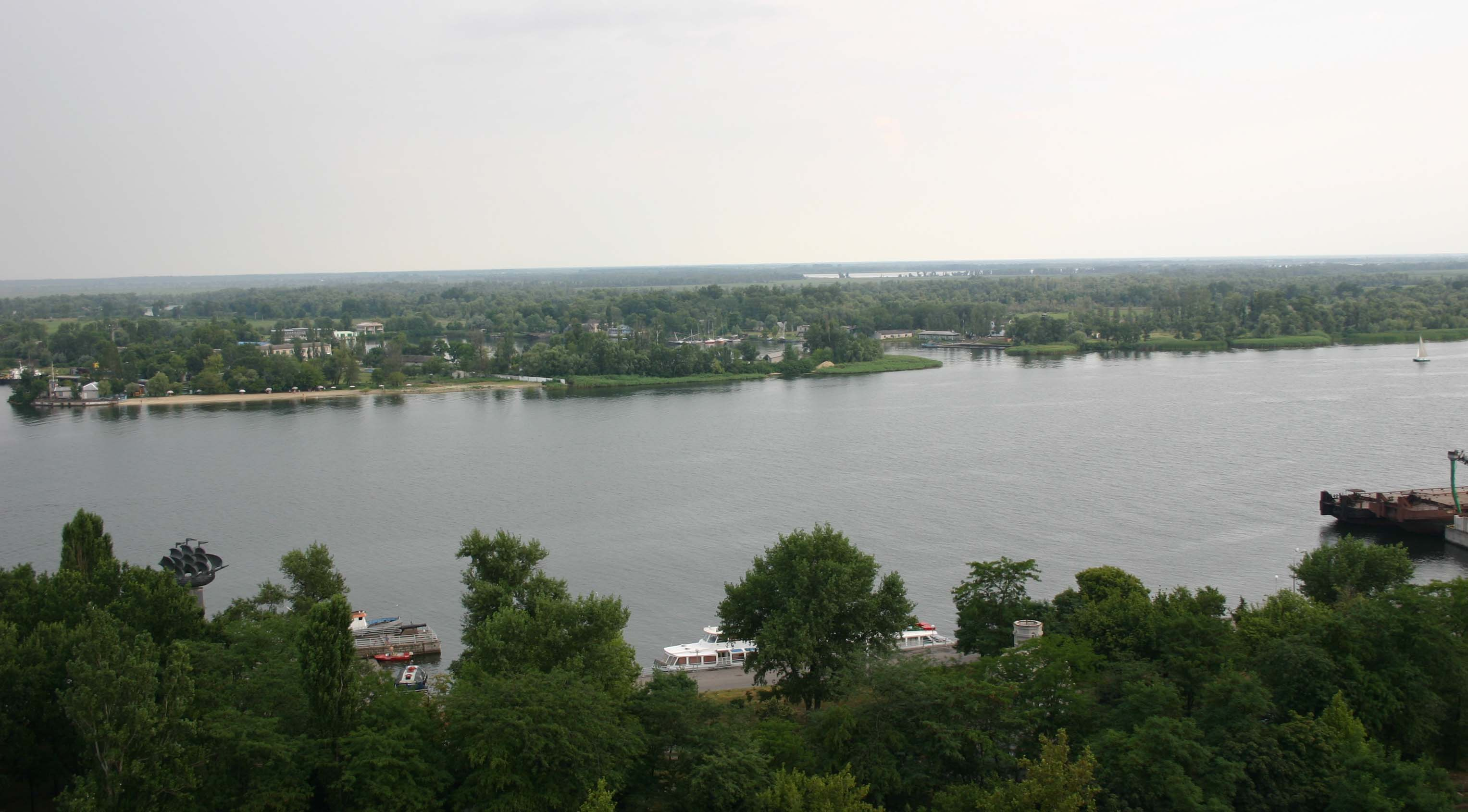
Річка Дніпро біля Херсона

Корисні копалини: підземна питна вода, мінеральна вода, глини, суглинки.
Заповідники
На території міста розташовано 11 об'єктів природно-заповідного фонду місцевого значення:
- Ботанічний сад Херсонського державного університету. Площа 14 га. Закладено в 1934 р. В колекціях ботанічного саду більш як 200 видів інтродукованих деревних та чагарникових рослин, понад 180 видів трав'янистих рослин (33 види голонасінних та 555 видів покритонасінних), 16 видів мохів та 23 види лишайників, 60 видів грибів.
- Дендропарк Херсонського державного аграрного університету. Площа 2,4 га. Закладено в 1951—1952 рр. Зростає понад 90 видів хвойних і листяних дерев і чагарників.
- Дендропарк Науково-дослідного інституту землеробства південних регіонів. Площа 5,6 га. Парк закладено в 1956 р. в регулярно-ландшафтному стилі. Зростає понад 90 видів і форм дерев і чагарників.
- Парк Херсонського обласного ліцею («Казенний сад»). Площа 8 га. Один з найстаріших парків міста, закладений у 1868 р. Пам'ятка садово-паркового мистецтва, зростає близько 50 видів дерев та чагарників.

Пам'ятки природи місцевого значення:
- дуб черешчатий в Шевченківському парку (див. Дуб черешчатий (Херсон, Шевченківський парк)), висаджений у 1869 р. при закладці парку;
- дуб черешчатий у районі аграрного університету (Дуб на «Інтенсивці»), висаджений у 1899 р.;
- віковий дуб біля шахового клубу;
- віковий дуб у парку обласного ліцею по вул. Полтавській;
- віковий в'яз по вул. Європейська, 6;
- віковий дуб біля пожежної частини Корабельного району;
- дуб черешчатий по вул. Преображенська, 31.

## Освіта та культура
Херсон — значний науковий і культурний центр: на 2022 рік в місті функціонували Херсонський державний університет, Херсонський національний технічний університет, Херсонський державний аграрно-економічний університет, Херсонська державна морська академія та 12 середніх спеціальних училищ і технікумів (судномеханічний, машинобудівний, гідрометеорологічний, медичний, два морехідні); два театри — обласний музично-драматичний і ляльковий; філармонія; Херсонський краєзнавчий музей; Палац культури, також один з провідних наукових закладів в галузі зрошення - Інститут зрошуваного землеробства НААН.

### Освіта
Херсон — важливий навчальний та освітній центр. Працюють 15 закладів вищої освіти:
- Херсонський національний технічний університет
- Херсонський державний університет
- Херсонський державний аграрний університет
- Херсонська державна морська академія
- Херсонський економічно-правовий інститут
- Херсонський інститут Міжрегіональної Академії Управління Персоналом
- Херсонський юридичний інститут Харківського національного університету внутрішніх справ
- Міжнародний університет бізнесу і права
- Херсонська філія Національного університету кораблебудування імені адмірала Макарова
- Херсонська філія Європейського університету
- Херсонська філія Національного університету внутрішніх справ МВС України
- Херсонська філія Одеського морського тренажерного центру
- Відкритий міжнародний університет розвитку людини «Україна»
- Херсонська філія Київських державних курсів іноземних мов
- Херсонська філія Міжнародного Слов'янського університету

### Музеї
- Херсонський обласний краєзнавчий музей
- Херсонський художній музей імені Олексія Шовкуненка
- Літературна Херсонщина, музей-квартира Б. А. Лавреньова
- Херсонський природно-екологічний музей

### Театри

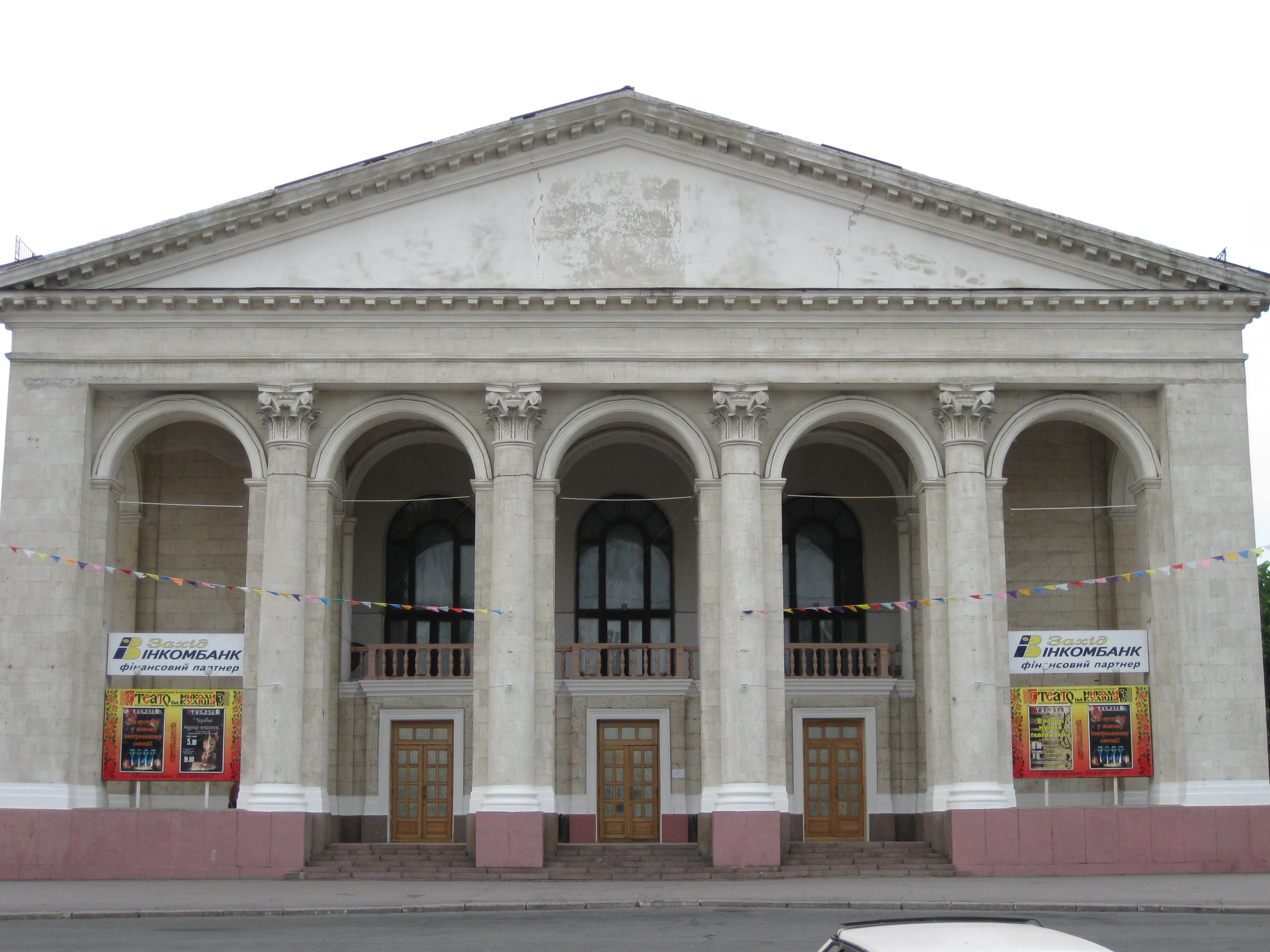
Херсонський обласний академічний музично-драматичний театр ім. М. Куліша

- Херсонський обласний академічний музично-драматичний театр ім. М. Куліша
- Обласний театр ляльок
- Херсонська обласна філармонія

### Кінотеатри
- Ювілейний
- «Мультиплекс» на території ТРЦ «Fabrika”

### Музика
Гурт «Воплі Відоплясова» в альбомі 2006 р. «Були деньки» присвятив місту пісню «Були деньки».

##### Музичні гурти
Перші вокально-інструментальні ансамблі почали з'являтись  в 60-х роках минулого ст. і поступово почали витісняти традиційні акустичні оркестри з танцмайданчиків. Першим у місті ВІА заграв на танцмайданчику «Юність», будинку культури текстильників у 1964 році, з революційним на той час інструментальним складом: 3 (три) електрогітари, барабанна установка та ще підсилена саксофоном, трубою та тромбоном.  З того часу розвиток інструментальних ансамблів різко збільшився як якісно, так і кількісно. ВІА починають з'являтися на підприємствах, закладах освіти, при будинках культури, — але всі вони були на рівні художньої самодіяльності. З часом їх рівень зростав і почали зароджуватись професійні ансамблі. Лідерами вважались
- Гурт ВІА «Славутич» напівпровідникового заводу (керівник Олександр Дорошенко — гітарист, композитор, аранжувальник; основний склад Петро Борис, Юрій Борис, В. Клімочкин, Л. Грабер, А.Гуц, І.Комашко.) лауреат республіканського конкурсу комсомольської пісні;
- Гурт ВІА «Радуга» (керівник М. Борисенко), який виступав (грав) на танцмайданчику «Ромашка» у Комсомольському парку.

Сучасність
- Гурт «Контрабанда»
- Гурт «Ominous Abyss»
- Гурт «Фабула»
- Гурт «Роллік'с»
- Гурт «Степ (гурт)»

### Парки
- Парк Херсонська фортеця
- Шевченківський парк
- Парк Слави
- Придніпровський парк
- Шуменський парк
- Ботанічний сад Херсонського державного університету
- сквер Михайла Грушевського
- Дендрологічний парк Інституту зрошуваного землеробства НААН
- Дендропарк Херсонського державного аграрного університету
- Гідропарк

Парк Херсонська фортеця вважається найстарішим, оскільки він створений на місці колишньої Херсонської фортеці, від якої до наших днів збереглися залишки валів і двоє воріт — Московські і Очаківські. Очаківська брама є символом міста і зображена на його гербі. На околиці парку розташована будівля колишнього Арсеналу, пам'ятки архітектури. У центрі парку радянська влада з ідеологічних міркувань встановила пам'ятники  Іллі Кулику та Миколі Суботі. Сьогодні в парку люблять відпочивати містяни, побудовані тенісні корти і працюють літні кафе-майданчики.
Дендропарк:
Дендрологічний парк Інституту зрошуваного землеробства НААН України був створений у 1965 році згідно з розпорядженням Ради міністрів УРСР від 13.09.1963 р. № 1391-Р та на його підставі рішенням виконкому Херсонської обласної ради трудящих від 19.09.1963 р. № 374. Рішенням Херсонського облвиконкому від 04.12.1975 р. № 651/24 Дендропарку УкрНДІзз було надано статус  «Парк — пам'ятка садово-паркового мистецтва місцевого значення».
Дендропарк закладений у регулярному ландшафтному стилі, на площі 5,6 га. На цей час загальна площа парку становить 4,2 га. Парк зберігся у його первісному плануванні. Парк складається з головної заасфальтованої алеї, яка оточена хвойними породами дерев, а також 10 діагональних та перпендикулярних щодо головної бічних алей, більшість з яких вимощена плиткою. У північній частині дендропарку знаходиться ставок. На головній алеї — бюст академіку Д. М. Прянишникову.
На території парку інтродуковано 90 видів деревних та чагарникових рослин. Частина з них, на жаль, не збереглася. Станом на осінь 2010 року відмічено зростання 75 видів. Серед них включена до Червоної книги України береза дніпровська. Також відмічено 18 видів
квітково-декоративних рослин, 46 видів дикорослих судинних рослин та 23 види лишайників та ліхенофільних грибів.
Асортимент рослин, які можна побачити в дендропарку:
- Хвойні рослини: біота східна, туя західна, ялина колюча ф. Голуба, сосна звичайна, ялівець козацький, ялівець віргинський, кипарис аризонський, кедр атласький, тис ягідний, кедр ліванський, сосна кримська.
- Листопадні рослини: дуб звичайний, дуб пірамідальний, кельреутерія метельчата, клен цукровий, ясень звичайний «Плакучий» (штамб), таволга Вангуттова, софора японська, бирючина звичайна, липа серцелиста, робінія псевдоакація, бузок звичайний, лох сріблястий, юка нитчаста, дейція шершава, платан східний, чубушник звичайний, гіркокаштан звичайний, бобовий анагіролистий, калина звичайна, півонія

деревовидна, форзиція середня, таволга японська, вейгела квітуча, барбарис
звичайний.
- Вічнозелені рослини: самшит вічнозелений, магонія падуболиста, ожина, жимолость Джеральда.
- Ендеміки: ірис низький, береза дніпровська, вероніка лугова, очиток шестикутовий.
- Лікарські рослини: шавлія лікарська, календула лікарська, лаконос американський, ехіноцея пурпурова, конвалія

травнева.
- Одно-, дво- та багаторічні квіти: чорнобривці похилянні, цинерарія приморська, айстра новобельгійська, гібіскус трав'яний, гладіолус, хризантема, очиток їдкий, ірис гібридний, целозія, аквілегія, кохія, іпомея, лаватера, кареопсіс, сантоліна, мирабеліс, юка нитчаста, рудбекія, геленіум, лілія, сальвія квітуча, агератум, бальзамін, алісум скелястий, рудбкія гібридна, барвінок малий, барвінок великий.

Дендропарк є базою рекреаційного призначення, дослідних робіт, є місцем проведення освітньої роботи зі школярами, студентами та громадянами області, а також місцем відпочинку населення смт Наддніпрянське.
Колектив Інституту зрошуваного землеробства  займається доглядом за деревами та квітниками, вирощуванням розсади квітів, які потім використовуються для посадки парку.
Дендропарк розташований у зоні високої загазованості й виконує роль біологічного фільтра на трасі Херсон-Каховка. Крім того, дендропарк Інституту зрошуваного землеробства (разом із ботанічним садом Херсонського державного університету, дендропарком Херсонського державного аграрного університету та парком школи-інтернату № 2) входить до складу природно-заповідного фонду Херсона і є об'єктом місцевого значення.

## Кулінарія
Оскільки біля міста повно річок, тут можна відпочити на риболовлі. А де риболовля — там і юшка. Нею пригощають туристів і під час походів, і в ресторанах, і вдома. Готують її тут здавна, і в багатьох є сімейні рецепти. У рибалок на юшку зазвичай збирається різна риба — карась, тарань, лящ, судак, щука. Спочатку рибу сортують на ту, що піде на бульйон та основну. Бульйонну частину з дрібної риби (тарань, карась, краснопірка) відварюють разом із крупно нарізаною морквою та цілими цибулинами, з додаванням невеликої кількості солі. Після того, як дрібна риба і овочі виваряться, вони повністю вибираються (можна процідити через друшляк або марлю) і відкидаються.
У готовий бульйон додається чорний перець «горошок», лавровий лист, нарізана дрібними кубиками або бруском морква, шинкована цибуля, можна додати корінь селери, пастернаку або петрушки і грубо різана (на дві або чотири частини) картопля. І в кінці, хвилин за 10 до готовності, — великими шматками нарізана «основна» риба (судак, щука, лящ). Голови і хвости «основної» риби виварюються разом з дрібною рибою у бульйоні. У самому кінці можна додати сезонну зелень (кріп, петрушку), і обов'язково для подачі як приправа готується льок — це дуже-дуже солоний, перчений, часниковий соус, яким заливають рибу та додають до юшки. Рибу витягають з юшки і льохують, тобто поливають отим гострим соусом — льоком. Страва набуває неповторного часниково-перцево-солоного смаку та аромату.
Ще одна візитівка — це чабанська шурпа по-херсонськи. Її рецепт простий: баранина чи свинячі реберця, картопля, цибуля, сіль, перець, часник, зелень. Найсмачніше буде те, що приготують на вогнищі, у казанку. До шурпи теж додають льок — гостру заправку з м'яса, цибулі та спецій (перець, сіль, кріп і петрушка). М'ясо готують доки, поки не почне відставати від костей, потім кидають цілу середнього розміру картоплю і варять хвилин 30-40, поки картопля не розвариться. За 5 хвилин до готовності солять. У глибоке блюдо кладуть ще гаряче м'ясо, сиру цибулю тонкими півкільцями, рубану зелень (багато), перець і часник, заливають півсклянкою бульйону і посипають сіллю. Далі шурпу розливають по тарілках. М'ясо і зелень, за бажанням, картоплю розділяють у тарілки вже за столом.
Баклажани по-херсонськи, коронна місцева страва та консервація на зиму, яка може бути, як закускою, так і доповненням до основних страв та канапок.А також знаменита місцева кабачкова ікра, рецепт якої вкрав з Херсону шпигун ЦРУ часів «холодної війни».
Сорбет чи щербет з кавунів — найпоширеніший вид солодощів влітку і дуже смачний десерт. Де ж іще його краще смакувати як не на Півдні, у центрі вирощування баштанних культур? З соку кавунів у Херсоні також готують бекмес — страва на кшталт варення чи повидла. Дехто називає його кавуновим медом, який чудово смакує до сирників та рогаликів.

## Визначні місця

### Основна характеристика
Одеська (Жовтнева) площа. У XVIII столітті місце, де згодом розташовувалася стара Одеська площа, було єдиним у межах цивільного передмістя Херсона, до якого могли приставати кораблі. Решта берега була заболочена. Тому саме тут було побудовано першу міську пристань у вигляді широкого (близько 15 метрів) дерев'яного моста завдовжки 140 метрів.
До кінця XVIII століття ця пристань занепала і була розібрана, а на початку XIX століття Херсон став губернським центром і пристань було відновлено. У середині XIX століття, коли тривали роботи з будівництва Дніпровської набережної, на майбутній площі було побудовано казарми арештантської роти, яку використовували на роботах.
Після 1856 року на цьому місці облаштували пристань РОПиТ (Російське товариство пароплавства і торгівлі), яка здійснювала вантажні і пасажирські перевезення в міста Олександрівськ (Запоріжжя), Миколаїв і Одесу. Одеський напрямок був найпопулярнішим. Не випадково вже на плані 1874 площа була названа Одеською.
У 1967 році Одеську площу було перейменовано в Жовтневу. Назва ж Одеська перейшла до площі річкового і морського вокзалів.
Портове управління. Управління робіт Херсонського порту засновано в 1902 році згідно з указом Сенату від 3 червня 1902 року. Управління керувало будівництвом портових споруд та оснащенням Херсонського торговельного порту і підпорядковувалося відділу торговельних портів Міністерства торгівлі та промисловості.
Будівля побудована тоді ж, у 1902 році, за проєктом міського архітектора Антона Івановича Сваріка з використанням незвичайних для Херсона елементів романської архітектури. До цього Херсонське портове управління було розміщено в будинку Подпалова по Гімназичній вулиці. На ділянці, відведеній містом у 1901 році, планували ще побудувати житлові будинки, але цей задум здійснився пізніше. Управління робіт Херсонського порту було ліквідовано в 1920 році. Сьогодні в цій будівлі Управління Херсонського морського торгового порту (проспект Незалежності, 4). Будівлю Управління зображено на поштовій картці. На другому плані видно будинки, розташовані на вулиці Гімназичній. Ліворуч — будинок з шатровим дахом Олександра Петровича Писарєва (вулиця Гімназична, 2), правіше будинок з вежею на вулиці Гімназичній, 6, а поряд з ним видно житловий будинок у вигляді вежі (вулиця Морська, 5).

### Культові споруди
У Херсоні свої храми мають всі головні конфесії, представлені у державі:

#### УПЦ МП
- Собор Успіння Пресвятої Богородиці
- Свято-Катериненський собор
- Святодухівський кафедральний собор
- Свято-Миколаївський морський собор
- Греко-Софійська Церква
- Храм Всіх Святих
- Храм Касперівської ікони Божої Матері
- Храм святителя Луки
- Храм Прокопія Херсонського
- Храм ікони «Цілительниця»
- Хрестовоздвиженський храм
- Храм Ольгинський
- Храм Князя Володимира
- Храм Іверської ікони Божої Матері
- Храм Івана Предтечі
- Храм ікони «Знамення»
- Храм Різдва Богородиці (Монастирок)
- Храм ікони Почаївської
- Храм мучениці Тетяни
- Сергіївський Храм
- Каплиця Косми і Доміана
- Каплиця Георгіївська

#### Православна церква України
- Кафедральний собор Стрітення Господнього
- Храм святої мучениці Олександри
- Церква святителя Петра Могили
- Храм Святої Трійці
- Церква Покрови Пресвятої Богородиці
- Храм Преподобного Агапіта Печерського
- Храм Покрови Пресвятої Богородиці (на вул. Миру)
- Храм Зосими і Савватія Соловецьких
- Храм святого великомученика Пантелеймона
- Храм святих апостолів Петра і Павла
- Храм святого Георгія Побідоносця
- Храм святителя Миколая (мікрорайон «Острів»)
- Храм святих великомучениць Віри, Надії, Любові
- Храм ікони «Всіх Скорбящих радість»

#### Католицька церква
- Костел Пресвятого Серця Ісуса

- Монастир святого Володимира Великого УГКЦ

#### Протестантизм
У місті діють баптисти, п'ятидесятники, Адвентисти сьомого дня.

#### Іслам
Херсонська мусульманська громада. ДУМУ планує збудувати Херсонську соборну мечеть.

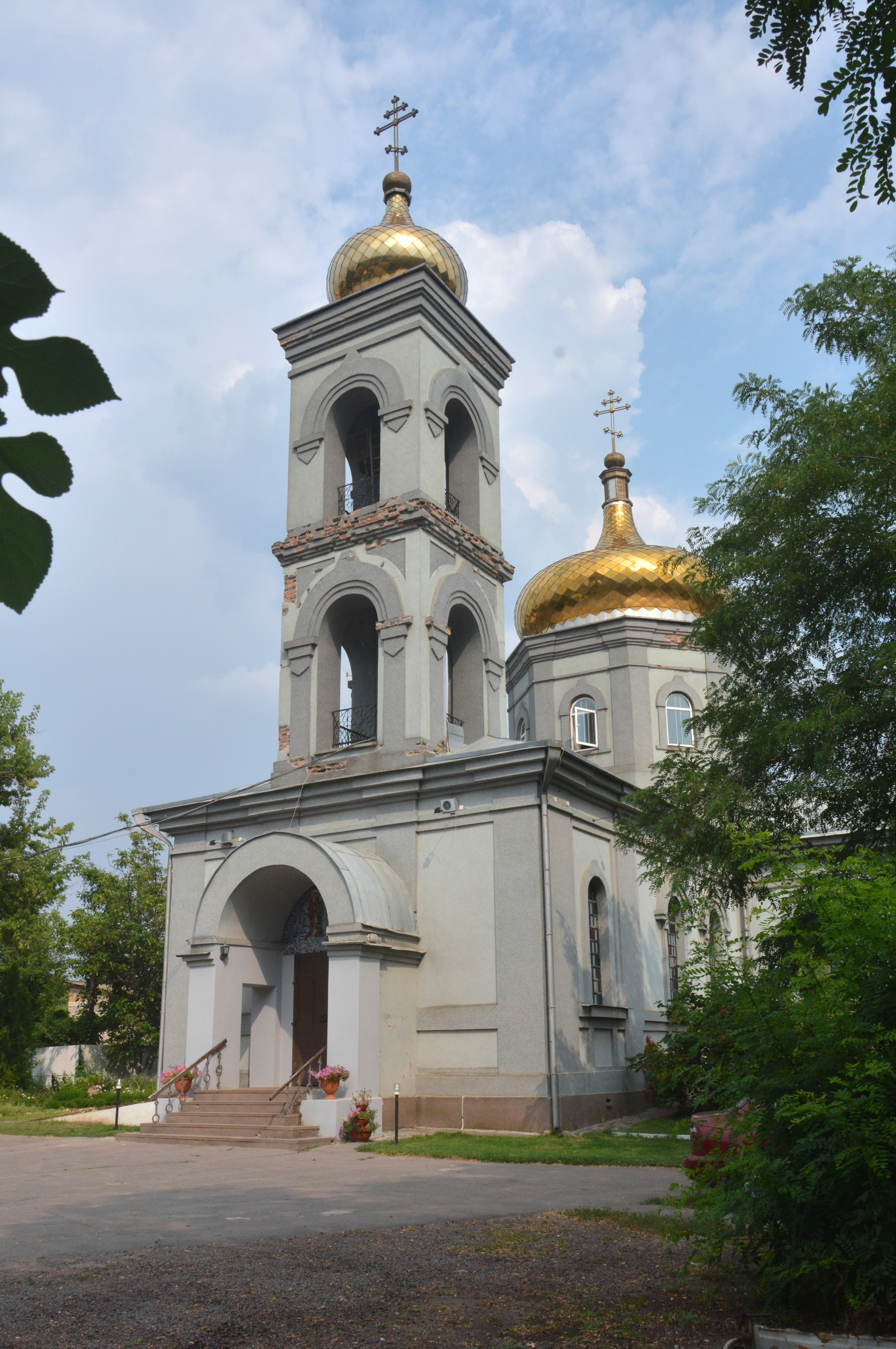
Катедральний собор Стрітення Господнього ПЦУ
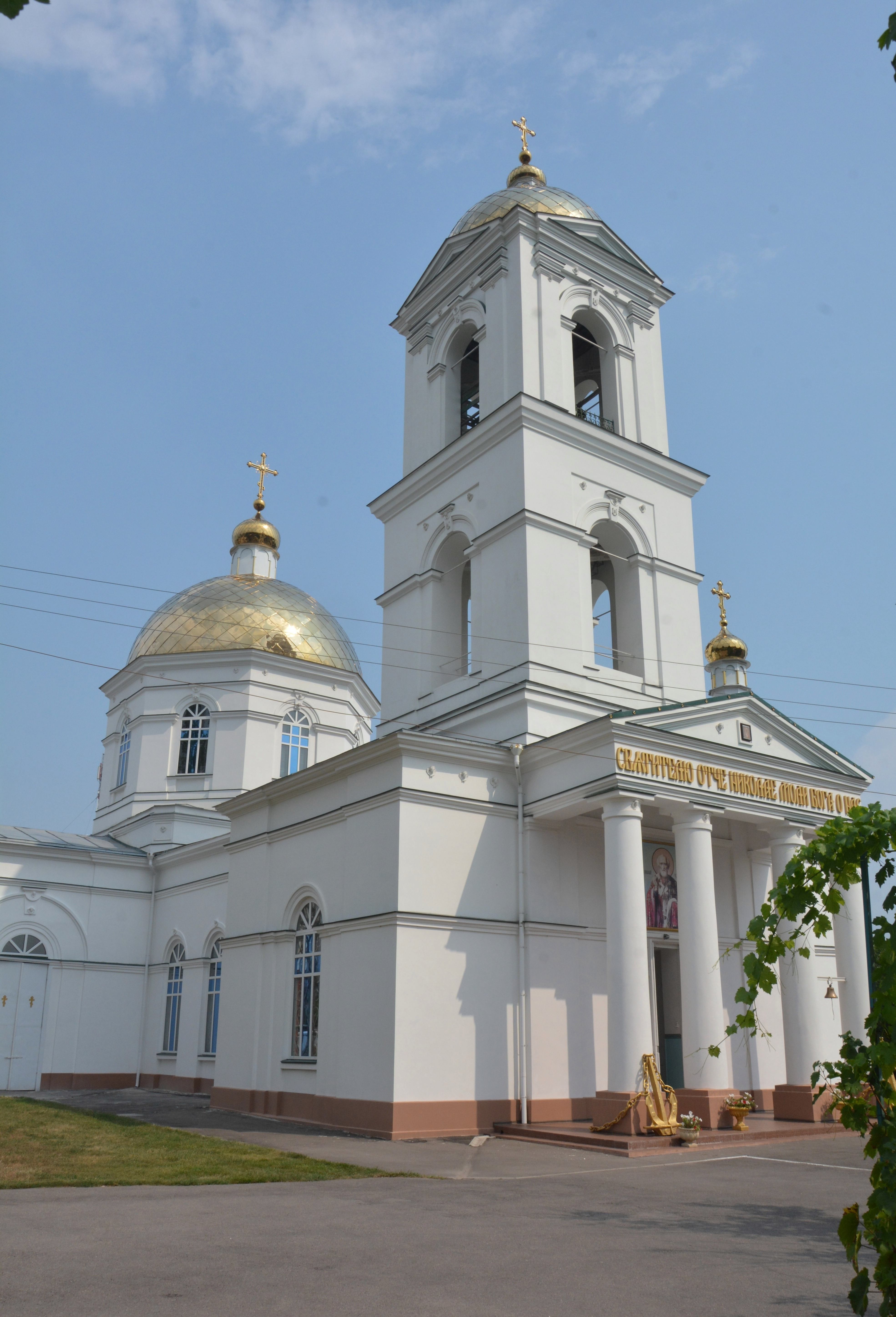
Свято-Миколаївський морський собор УПЦ МП
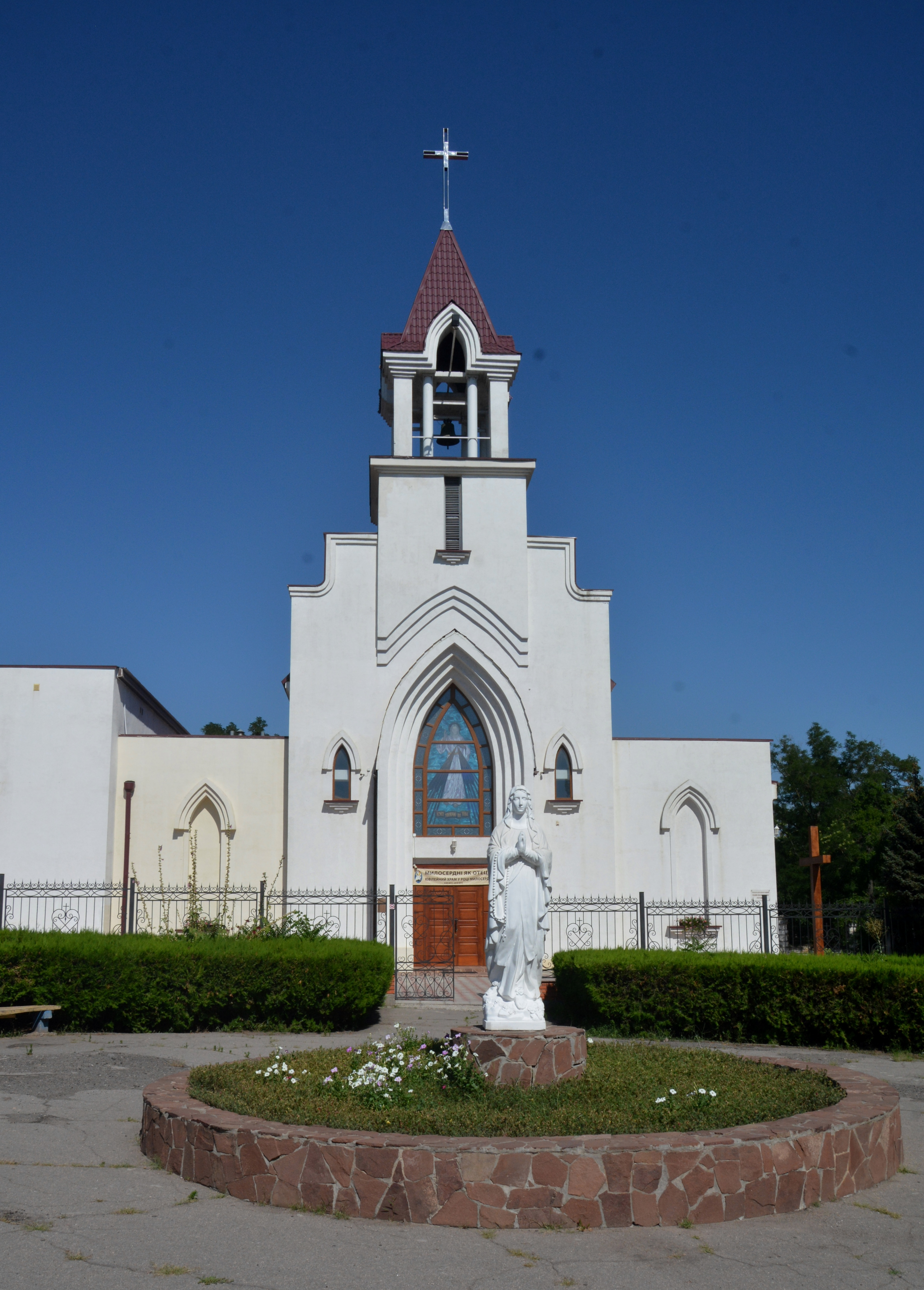
Костел Пресвятого Серця Ісуса
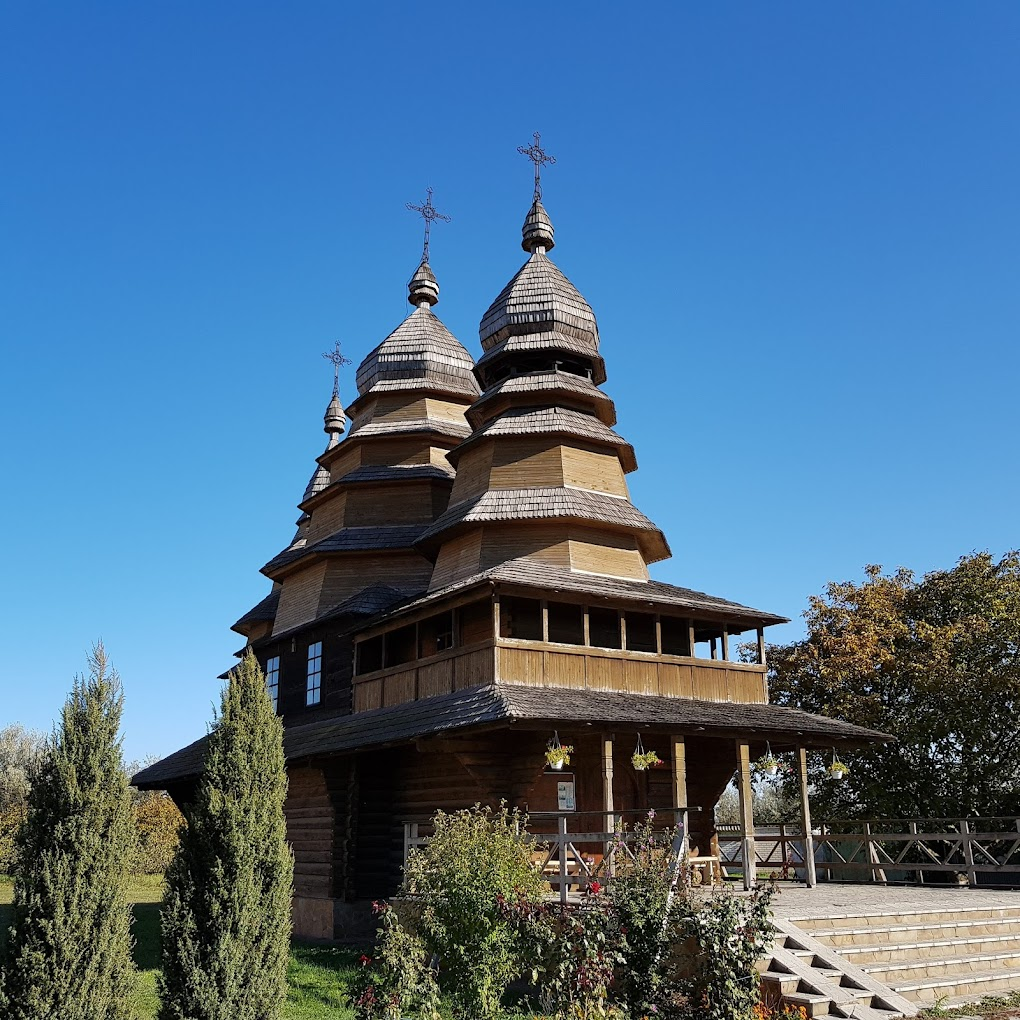
Церква святого Кирила і Мефодія УГКЦ

## Пам'ятники та меморіальні знаки

Меморіальна дошка на честь Андрія Коношенка

- Меморіальна дошка на честь Андрія Коношенка відкрита 4 січня 2011 року честь громадського та політичного діяча Української Народної Республіки. Гранітна плита встановлена на фасаді храму Зосими й Савватія Соловецьких УПЦ КП, який розташований у мікрорайоні «Текстильників» (на вул. Дмитра Марковича, 65). Ініціаторами вшанування видатного херсонця виступили благодійна ініціатива «Героїка» та Херсонський осередок Спілки Української Молоді в Україні[82]
- Пам'ятник на честь Героїв Небесної сотні.

22 лютого 2014 року у Херсоні під час мирних виступів було знесено пам'ятник Леніну та встановлено меморіал на честь Героїв Небесної сотні. Меморіал являє собою прапор України та оздоблення навколо п'єдесталу у вигляді традиційної української вишивки.
У серпні 2015 року в Херсоні відкритий  пам'ятний знак на кладовищі, де поховані 728 солдатів армії Німеччини, які під час Другої світової війни перебували в херсонському таборі військовополонених. Полонені, що поховані на цьому кладовищі, загинули протягом одного місяця

## Засоби масової інформації

### Інтернет-видання
- «Мій Херсон» — онлайн-видання, засноване у листопаді 2019 року місцевими журналістами. Основну частину контенту становлять антикорупційні розслідування та огляд політичного життя міста. Наразі «Мій Херсон» входить в 10 найпопулярніших онлайн ЗМІ Херсона.[85].
- Кавун.City — міське інтернет-видання, запущене 2019 року командою онлайн-ресурсу «Херсонський вісник» та Агенцією розвитку локальних медіа «Або»[86].

У Херсоні друкується близько 20 газет і журналів. Серед суспільно-політичних видань найвідоміша газета «Акценты», найпопулярніше інформаційно-розважальне видання — це тижневик «Теленеделя», відомі рекламно-інформаційні видання: «Гривна» та «Из рук в руки».

### Місцеві телерадіокомпанії
- «Суспільне Херсон»
- «Херсон-Плюс»
- «ТВій плюс»
- «KRATU»
- «ЯТБ»

### FM-радіостанції
На території міста в межах радіочастот FM-діапазону своє мовлення припинили 18 всеукраїнських та регіональних радіостанцій внаслідок окупації міста та відключення російськими військовиками, замість них мовили російські радіостанції, але після деокупації Херсону всеукраїнські та регіональні поступово відновлюють мовлення
| №п/п | Назва                                                                            | Частота, МГц | Потужність | Передавач           |
| ---- | -------------------------------------------------------------------------------- | ------------ | ---------- | ------------------- |
| 1    | X.ON                                                                             | 87.7         | 0,5        | Херсонська телевежа |
| 2    | Радіо Промінь                                                                    | 88.1         | 2          | Херсонська телевежа |
| 3    | Мелодія FM (немає мовлення)                                                      | 90.4         | 0,25       | Херсонська телевежа |
| 4    | Radio Relax (немає мовлення)                                                     | 91.3         | 0,2        | Херсонська телевежа |
| 5    | Шлягер FM (немає мовлення)                                                       | 92.2         | 0,5        | Херсонська телевежа |
| 6    | Громадське радіо                                                                 | 94.4         | 0,5        | Херсонська телевежа |
| 7    | Армія FM                                                                         | 99.0         | 0,5        | Херсонська телевежа |
| 8    | Люкс ФМ                                                                          | 99.4         | 1          | Херсонська телевежа |
| 9    | Українське радіо / Українське радіо Херсон (немає мовлення в регіональної філії) | 100.6        | 5          | Херсонська телевежа |
| 10   | KISS FM (немає мовлення)                                                         | 101.2        | 1          | Херсонська телевежа |
| 11   | Стильне радіо «Перець FM»                                                        | 101.9        | 1          | Херсонська телевежа |
| 12   | Хіт FM (немає мовлення)                                                          | 102.5        | 1          | Херсонська телевежа |
| 13   | DJ FM (немає мовлення)                                                           | 103.1        | 1          | Херсонська телевежа |
| 14   | Радіо «НВ»                                                                       | 103.7        | 1          | Херсонська телевежа |
| 15   | Радіо П'ятниця                                                                   | 104.4        | 1          | Херсонська телевежа |
| 16   | Радіо «Байрактар»                                                                | 104.8        | 1          | Херсонська телевежа |
| 17   | Радіо Культура                                                                   | 105.6        | 1          | Херсонська телевежа |
| 18   | Наше радіо (немає мовлення)                                                      | 106.2        | 1          | Херсонська телевежа |
| 19   | Power FM (немає мовлення)                                                        | 106.7        | 1          | Херсонська телевежа |
| 20   | Radio ROKS                                                                       | 107.6        | 1          | Херсонська телевежа |

## Пам'ятки історії та культури
Пам'ятки історії та культури Херсона:

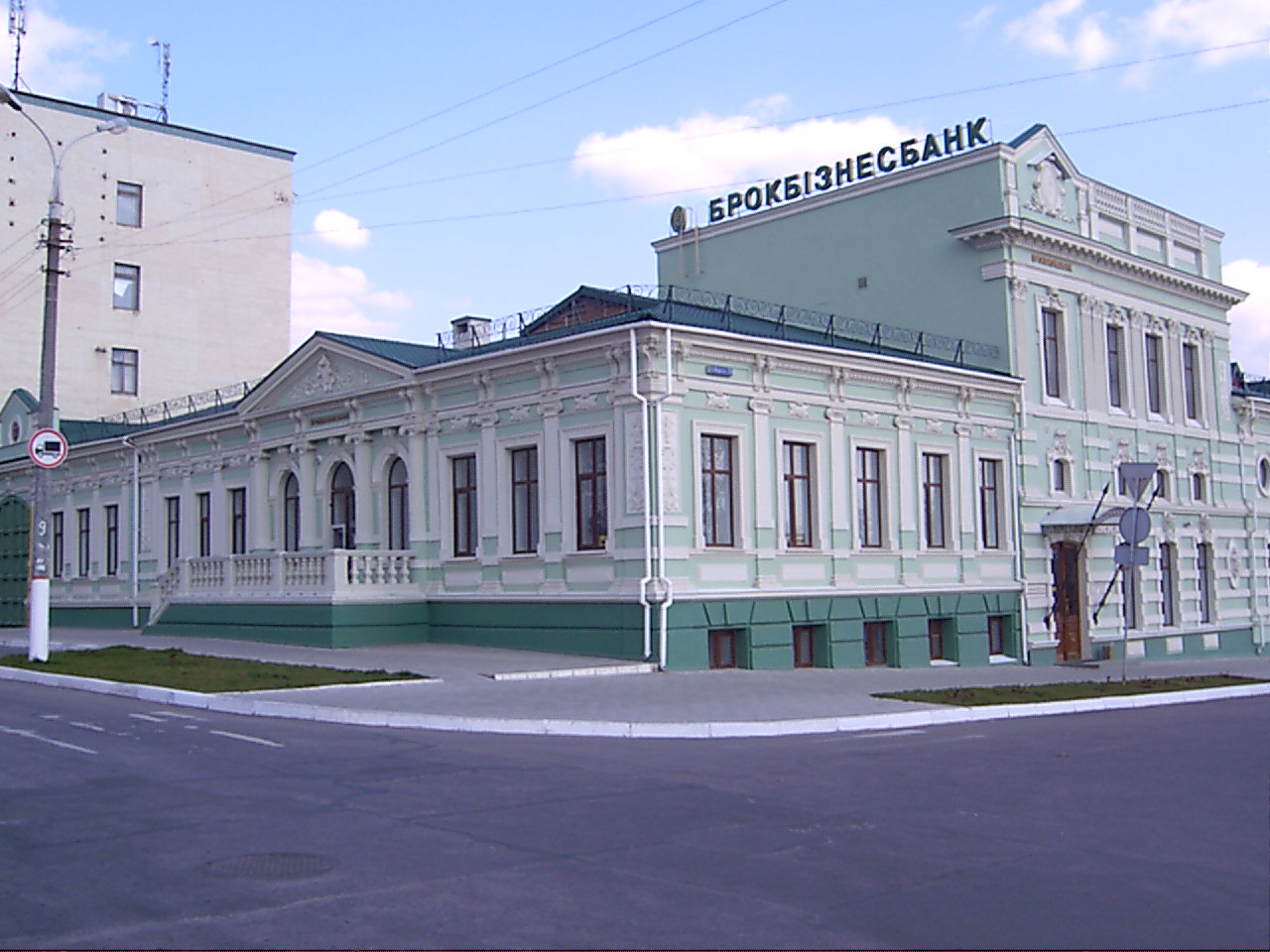
Сучасний вигляд Українського Народного Будинку

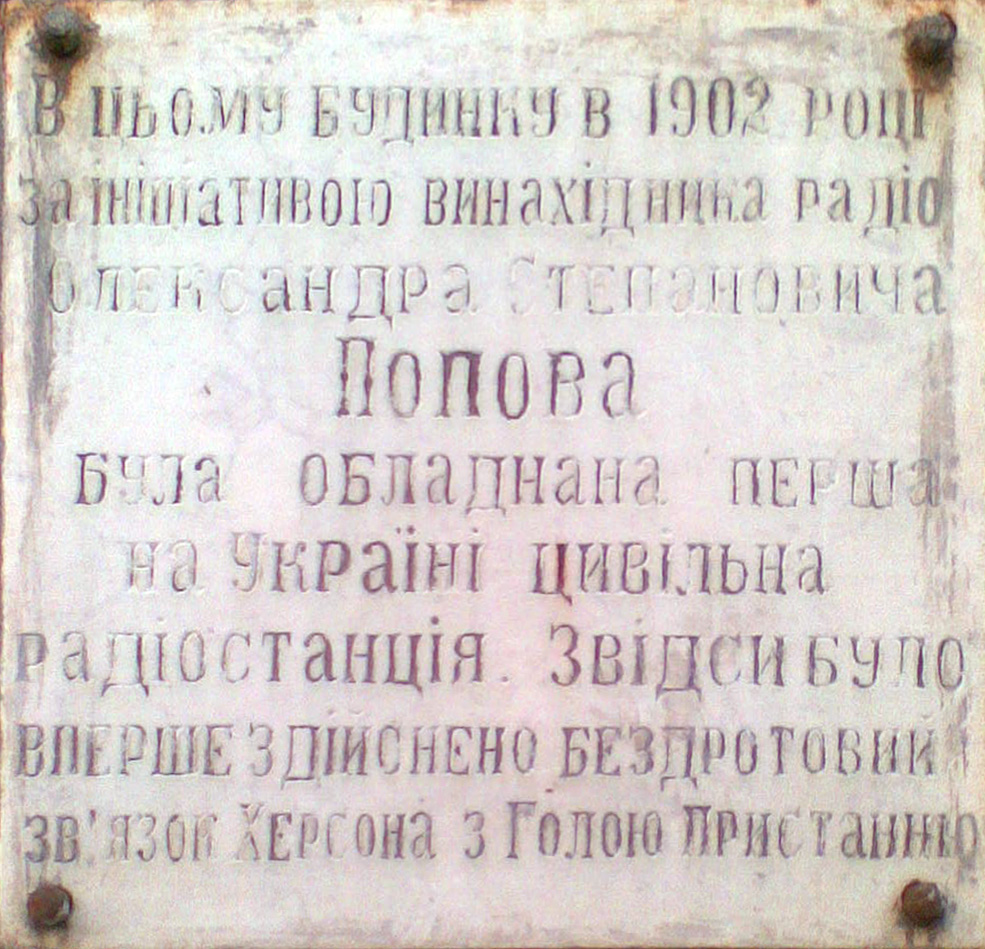
Меморіальна дошка на честь першої в Україні цивільної радіостанції

- Свято-Катериненський (Спаський) собор (1781)
- Залишки валів та воріт Херсонської фортеці (XVIII століття)
- Чорноморський госпіталь (1803—1810, архітектор Андреян Захаров)
- Адміралтейський арсенал (кінець XVIII століття)
- Міська ратуша
- Старе міське кладовище у Херсоні
- Аджигольський маяк (1910) побудований за проєктом інженера і вченого Володимира Шухова
- Костел імені Пресвятого Серця Ісуса (XIX століття)
- Український Народний Будинок (XIX ст.)
- Будинок, у якому у 1899 році мешкав відомий осетинський письменник Коста Хетагуров
- Будинок міського поштамту, в якому в 1902 році була обладнана перша в Україні цивільна радіостанція
- Будинок Соколова (XX століття)

## Видатні уродженці міста
- Моше Шарет — прем'єр-міністр Ізраїлю (1954—1955).
- Сергій Станішев — прем'єр-міністр Болгарії (2005—2009).
- Олег Авраменко (1967—2018) — український письменник-фантаст.
- Олекса Алмазов (1886—1936) — український військовий і громадський діяч, генерал-хорунжий Армії Української Народної Республіки.
- Георгій Арбатов (1923—2010) — російський політолог, учений-американіст.
- Яків Бреус (1911—1972) — радянський майор, Герой Радянського Союзу.
- Володимир Бруз (1930—2017) — український історик, політолог, дипломат. Доктор історичних наук (1970), професор (1972), заслужений діяч науки і техніки України (1995).
- Леонід Верещагін (1909 —1977) — видатний радянський фізик і хімік, академік АН СРСР.
- Володимир Шевченко (1935—1994) — український актор театру. Народний артист України
- Сергій Гармаш (нар. 1958) — російський актор театру і кіно українського походження. Заслужений артист РФ (2004), народний артист РФ (2006).
- Ніколас Пері (нар. 1992) — американський ютубер українського походження, відомий своїми відео про мукбанг.
- Георгій Делієв (нар. 1960) — український актор, режисер, народний артист України.
- Юрій Іщенко (1938—2021) — український композитор.
- Юхим Голишев (1897—1970) — екстраординарний український композитор-новатор, скрипаль, диригент, архітектор, графік та художник-дадаїст єврейського походження.
- Володимир Кедровський (1890—1970) — державний і політичний діяч, публіцист, полковник Армії УНР.
- Михайло Коноників (1864—?) — полковник Армії УНР.
- Лариса Латиніна (нар. 1934) — дев'ятиразова олімпійська чемпіонка зі спортивної гімнастики.
- Люко Дашвар (нар. 1957) — українська письменниця, сценарист, журналіст.
- Владислав Маланчук (нар. 1949) — український науковець, член-кореспондент Академії медичних наук України, доктор медичних наук, професор, завідувач кафедри Національного медичного університету ім. О. О. Богомольця.
- Ізраїль Мукомель (1906—1975) — український економіко-географ, доктор географічних наук, професор Київського національного університету імені Тараса Шевченка та Одеського національного університету імені І. І. Мечникова.
- Патук Ігор Феодосійович (1963—2015) — молодший сержант Збройних сил України, учасник російсько-української війни.
- Саєнко Інна Олександрівна (нар. 1982) — українська метальниця молота.
- Соколов Петро Іванович — меценат, поміщик, гласний міської Думи.
- Герман Сталь (1870—?) — генерал-хорунжий армії УНР.
- Сергій Станішев (нар. 1966) — болгарський політик лівого спрямування, прем'єр-міністр Болгарії (серпень 2005 — липень 2009), голова партії європейських соціалістів (ПЄС)
- Руслан Сторчеус (1979—2014) — командир батальйону спеціального призначення «Херсон», учасник російсько-української війни.
- Чернов Олександр Олександрович (1988—2014) — старший солдат Збройних сил України, учасник російсько-української війни.
- Борис Чуприна (нар. 1965) — український режисер, драматург, сценограф.
- Олексій Шовкуненко (1884—1974) — український художник-аквареліст, майстер пейзажу і портрету, педагог.
- Євген Яковенко (1865—1943) — український лікар, науковець, громадський та політичний діяч (у 1917 році — херсонський міський голова).
- Андрій Томашевський (1894—1976) — радянський генерал-майор.
- Міша Романова (нар. 1990) — українська співачка, учасниця групи ВІА Гра (2013—2018).
- Солодовниченко Юрій Владиславович (8 лютого 1978) — український шахіст, гросмейстер з 2007 року.
- Родов Семен Абрамович (1893—1968)  — російський радянський поет.
- Яків Левицький (1904—1956)  — ізраїльський математик.
- Утін Микола Ісакович (1841—1883)  — російський революціонер.
- Орлов Володимир Митрофанович (1895—1938) — радянський військово-морський діяч.
- Меїр Даган (1945—2016) — генерал-майор армії Ізраїлю, директор служби зовнішньої розвідки Ізраїлю Моссад з 2002 року до січня 2011 року.
- Валерія Феглер (1910—1984) — польська політична діячка
- Януш Панченко (1991 р.н.) — етнограф, громадський діяч.
- Колихаєв Ігор (1971 р.н.) — український політик, підприємець.
- Макс Барських (1990 р.н) — український співак та композитор.
- Анатолій Сорокоумов (1923—1989) — український співак (ліричний тенор), педагог. Заслужений артист УРСР (1982).
- Іван Сотніков — спортсмен. Учасник першої олімпійської збірної СРСР.

## Міста-побратими
Херсон є членом Міжнародної Асамблеї столиць і великих міст. Також на честь давніх відносин з містами-побратимами була названа вулиця Залаегерсег і мікрорайон Шуменський.
У 2023 році в місті Кент штату Вашингтон, що є містом-побратимом відкритий парк Херсону (Kherson park)
- Шумен, Болгарія (1962)
- Кент, Сполучені Штати Америки (1990)
- Зонгулдак, Туреччина (1998)
- Залаегерсег, Угорщина (2015)
- Бізерта, Туніс (2018)
- Норрчепінг, Швеція (2023)[93]
- Бонн, Німеччина (2024)[94]

### Міста-партнери[95]
- Телаві, Грузія (1993)
- Тусон, Сполучені Штати Америки (1999)
- Цзінань, Китайська Народна Республіка (2001)
- Клуж-Напока, Румунія (2003)
- Кишинів, Молдова (2004)
- Вільнюс, Литва (2012)
- Мерсін, Туреччина (2014)
- Клайпеда, Литва (2015)
- Сучжоу, Китайська Народна Республіка (2016)
- Текірдаг, Туреччина (2019)
- Бургас, Болгарія (2021)
- Ставангер, Норвегія (2024)[96]
- Ружинов, Словаччина (2024)[97]
- Кіль, Німеччина (2024)[98]
- Нант, Франція (2025)[99]
- Сен-Назер, Франція (2025)[100]

## Галерея

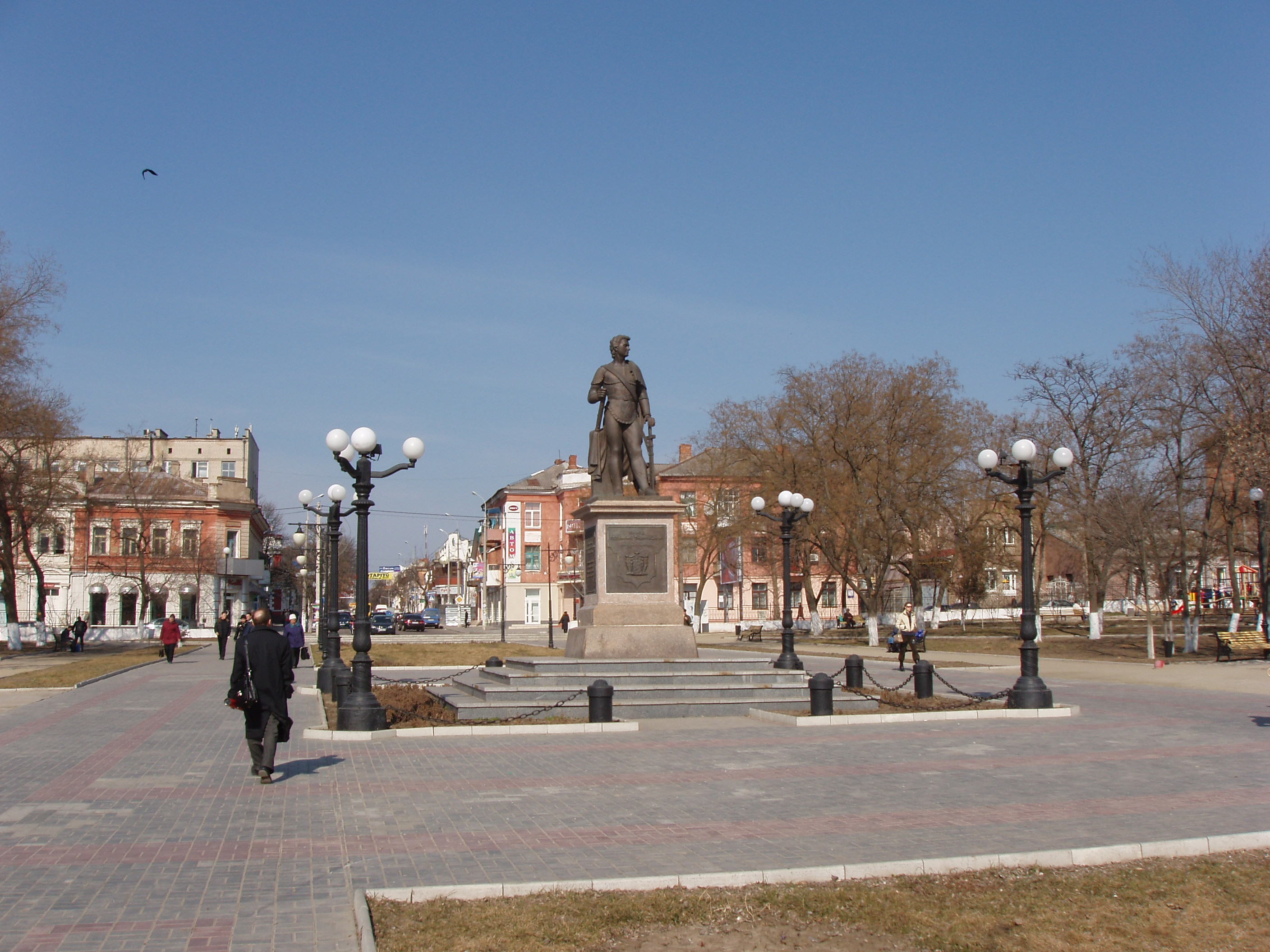
Сквер Михайла Грушевського
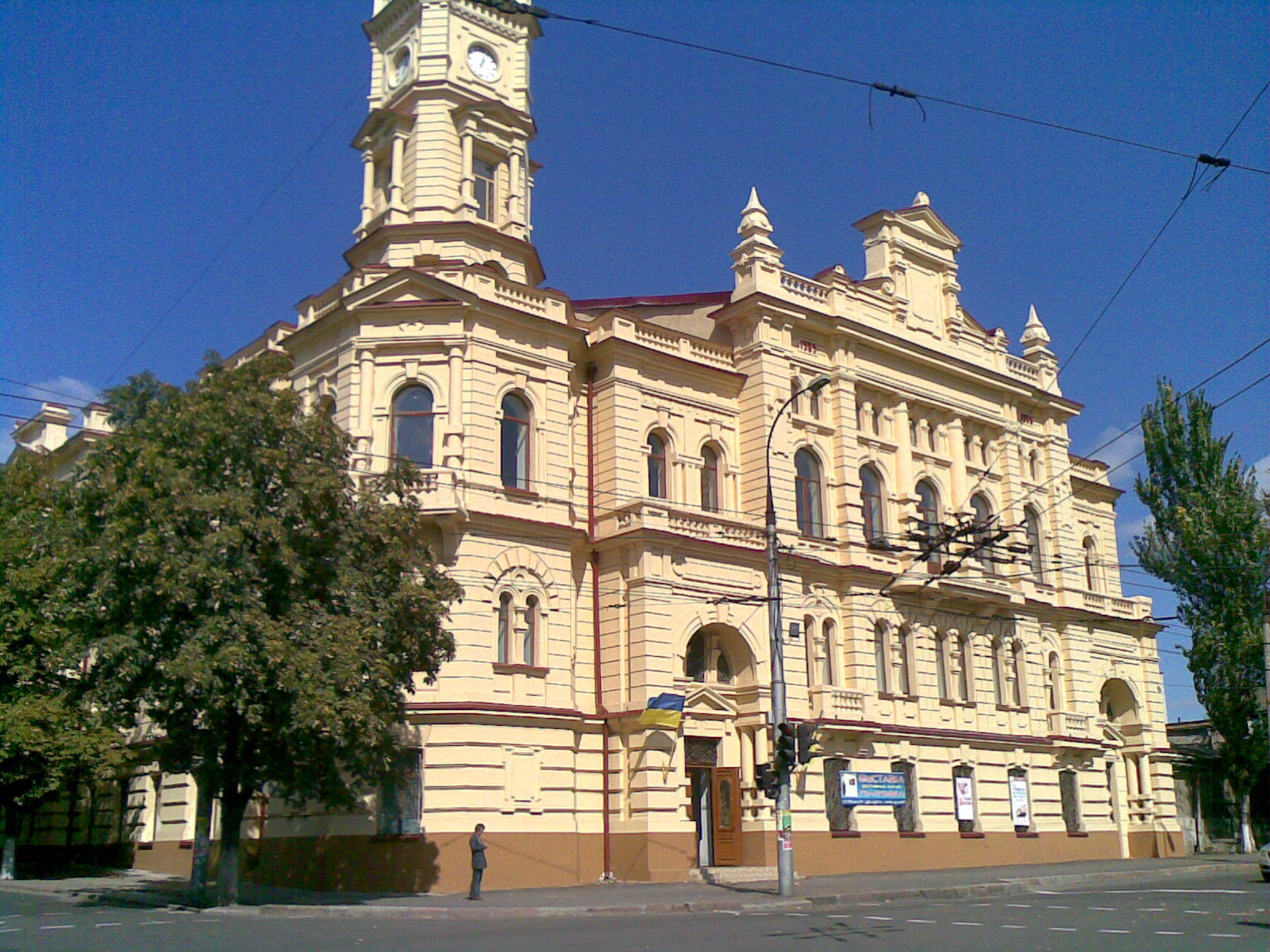
Міська дума, нині художній музей ім. О. О. Шовкуненка
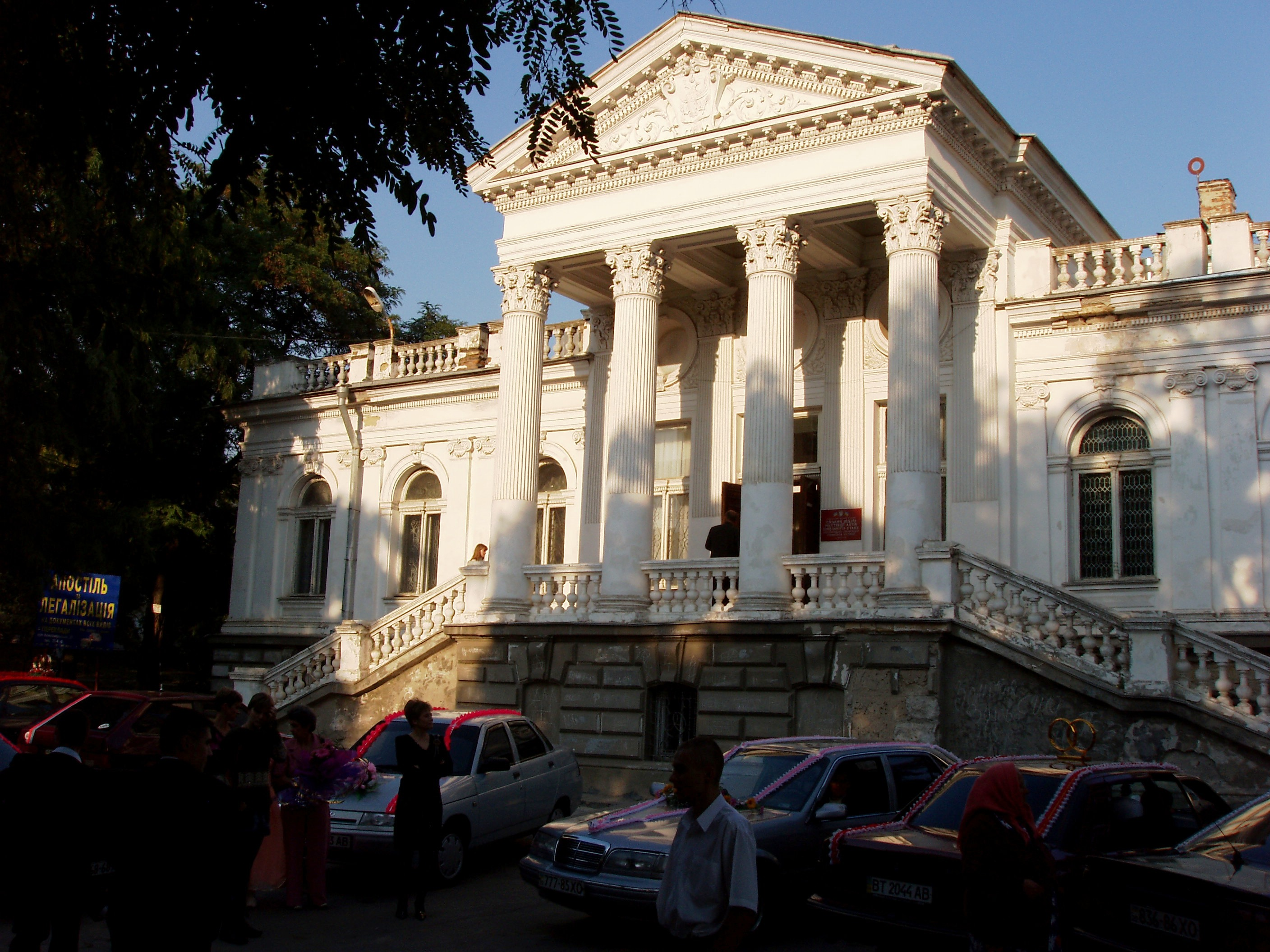
Міська бібліотека (нині Центральний ЗАГС)
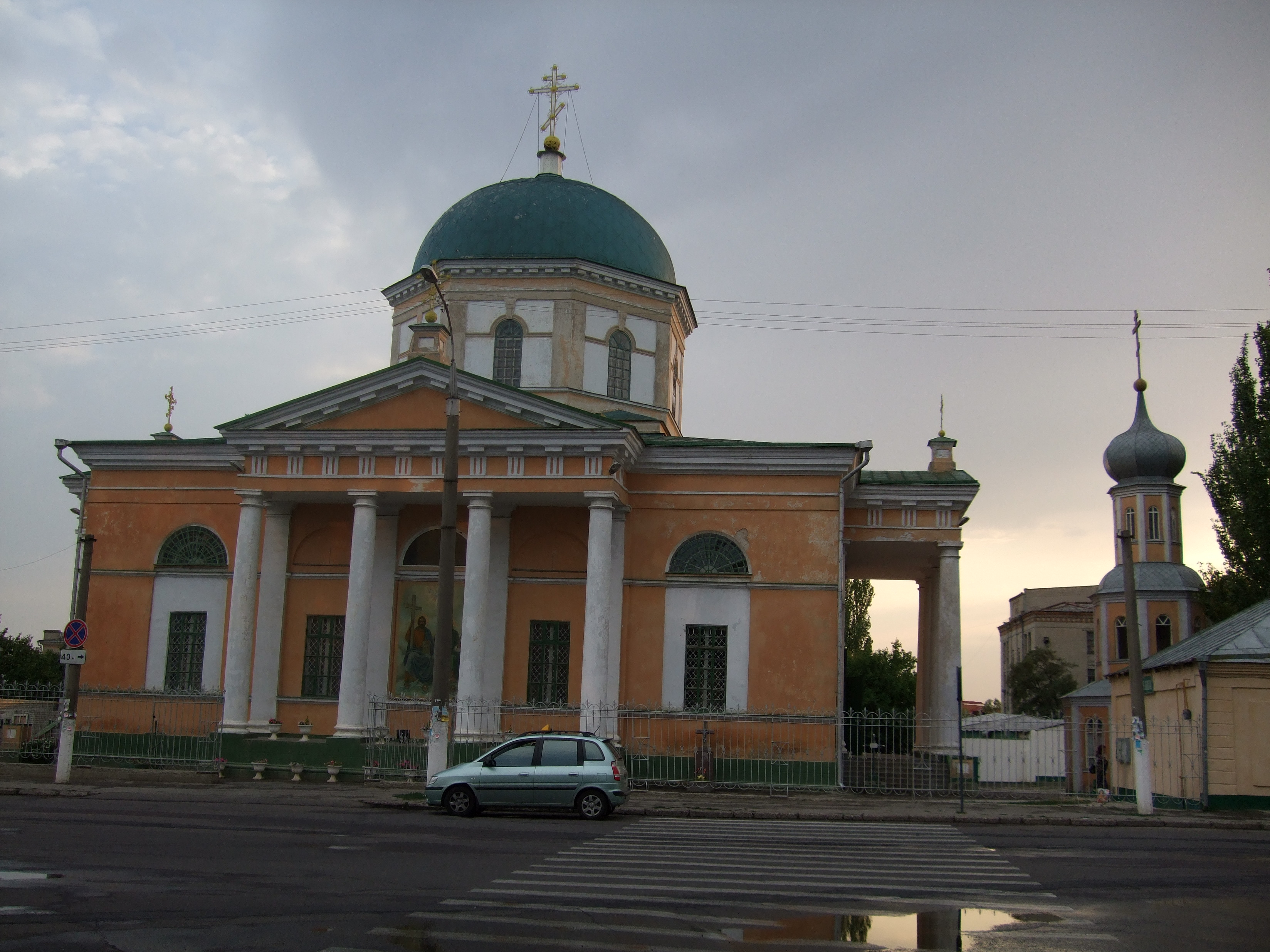
Святодухівський собор та чоловічий монастир УПЦ МП
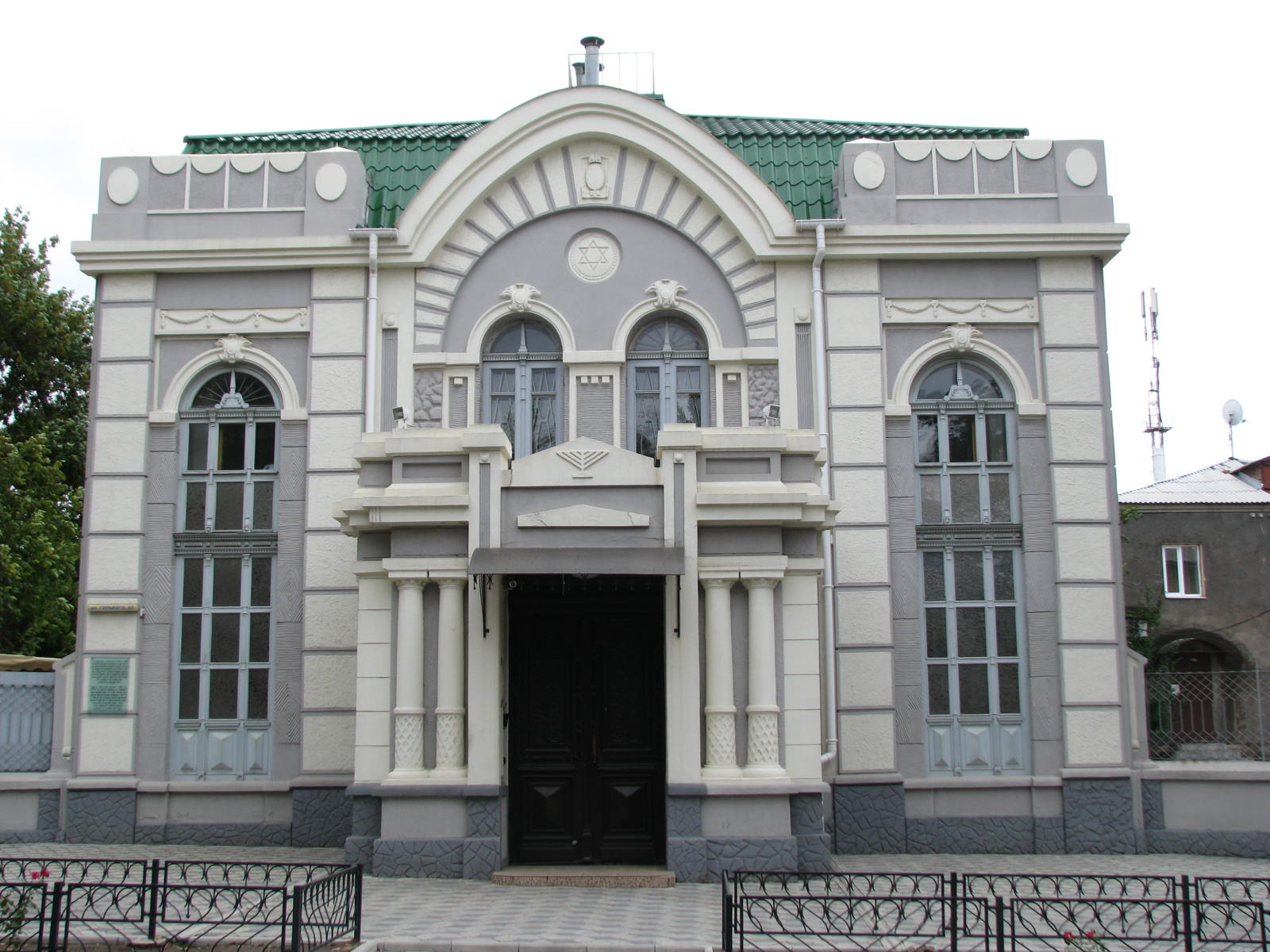
Синагога Хабад
Херсонська обласна державна адміністрація
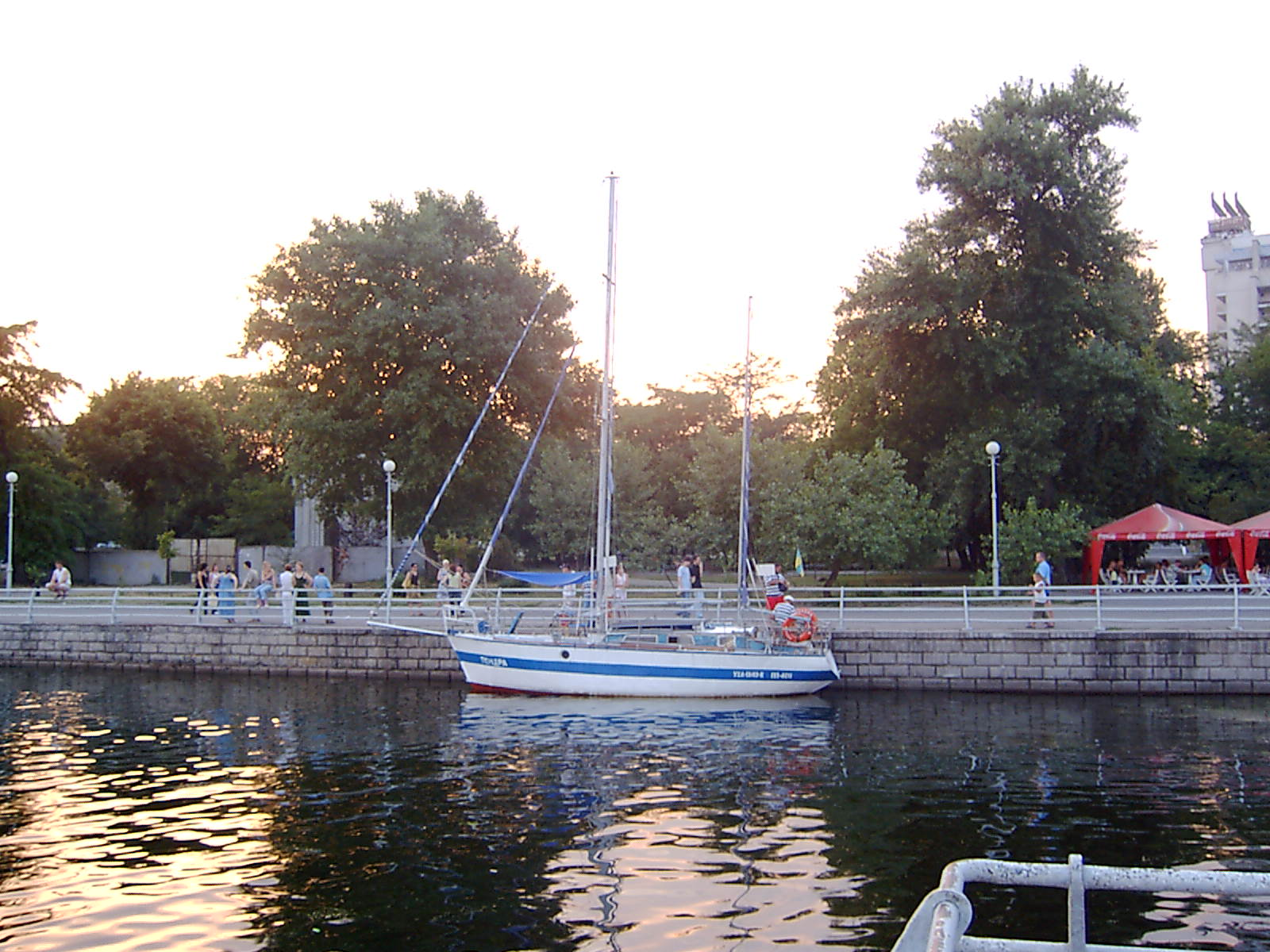
Набережна Херсона
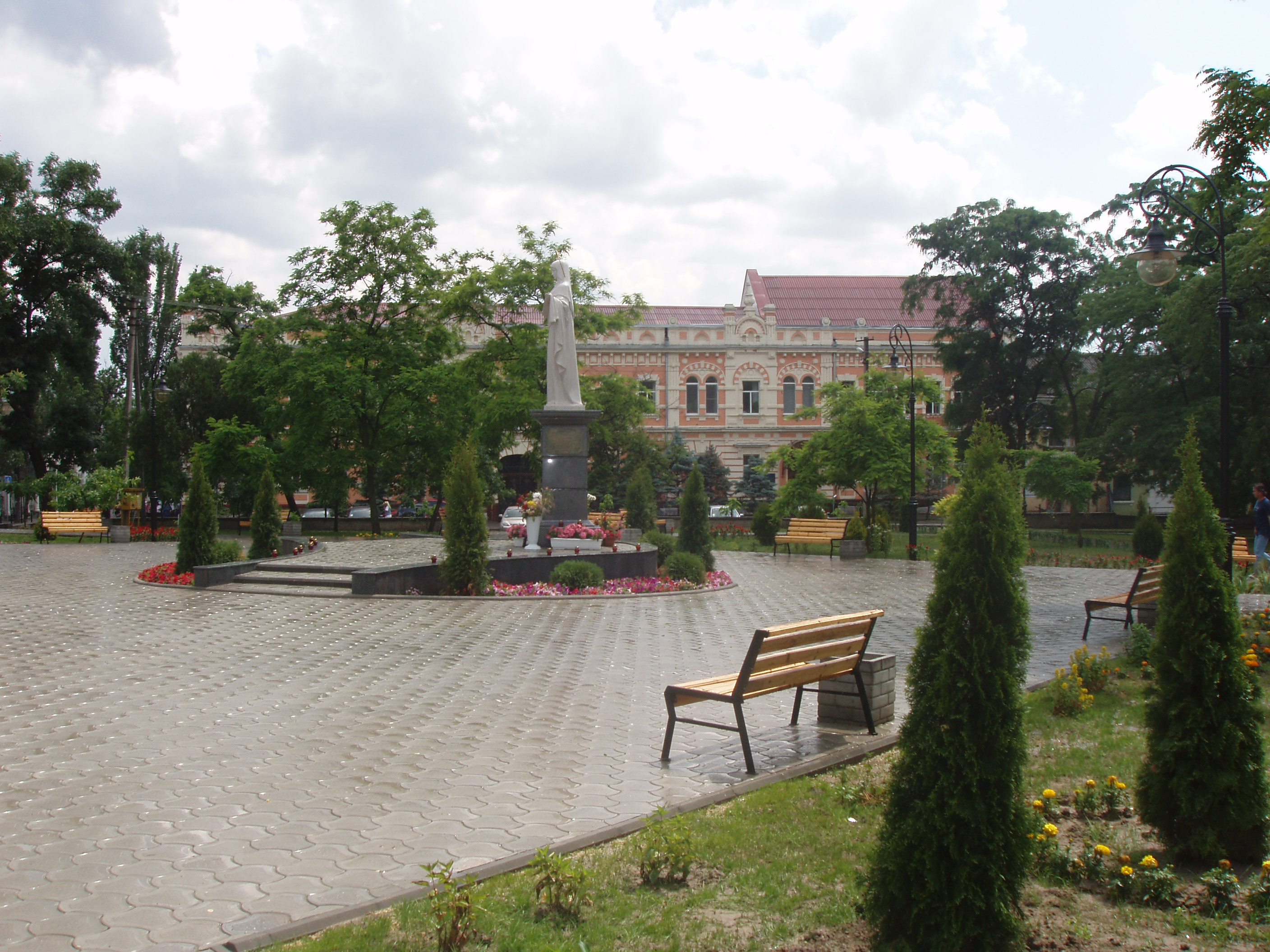
сквер Фонтанний
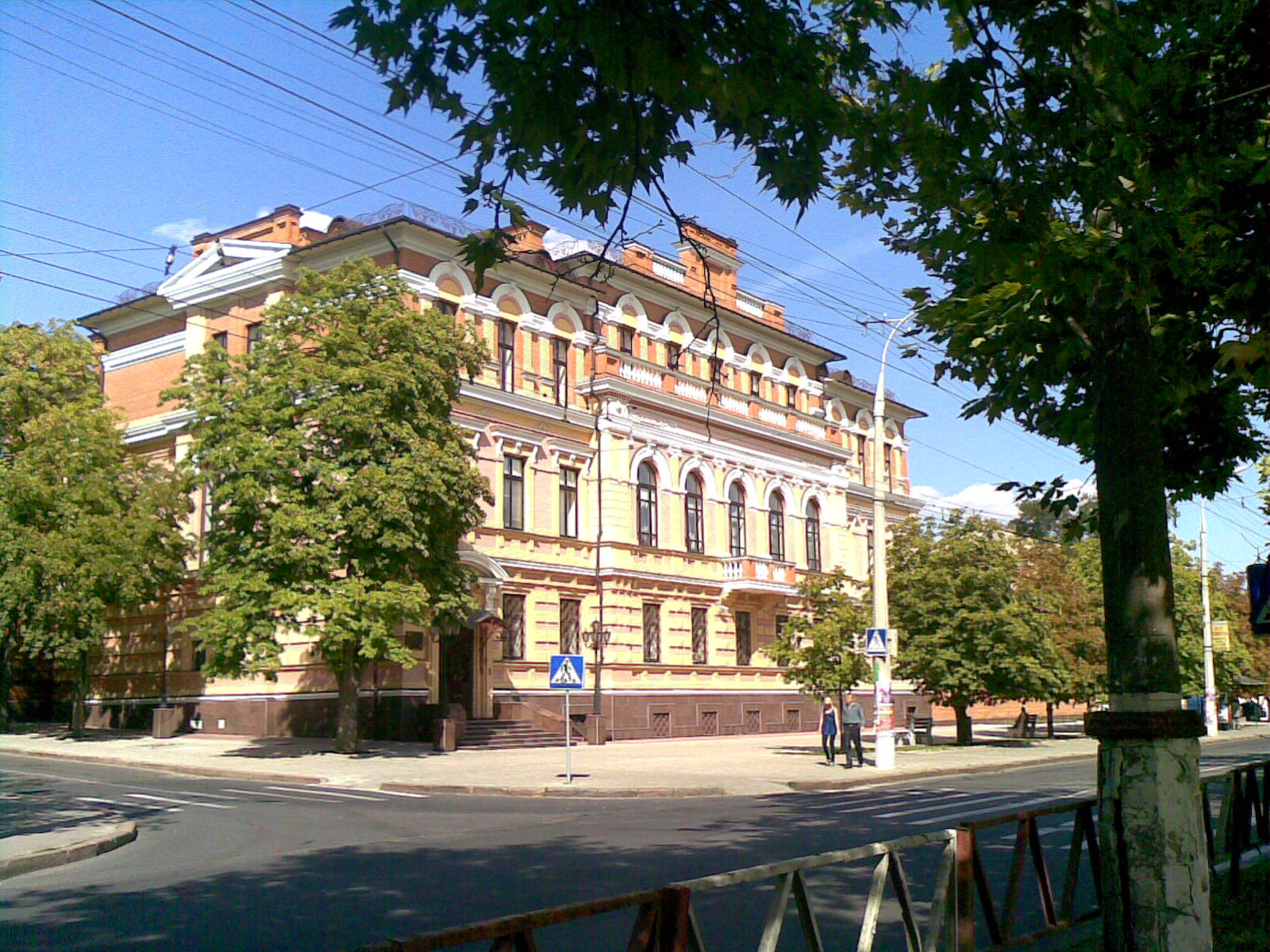
Національний банк
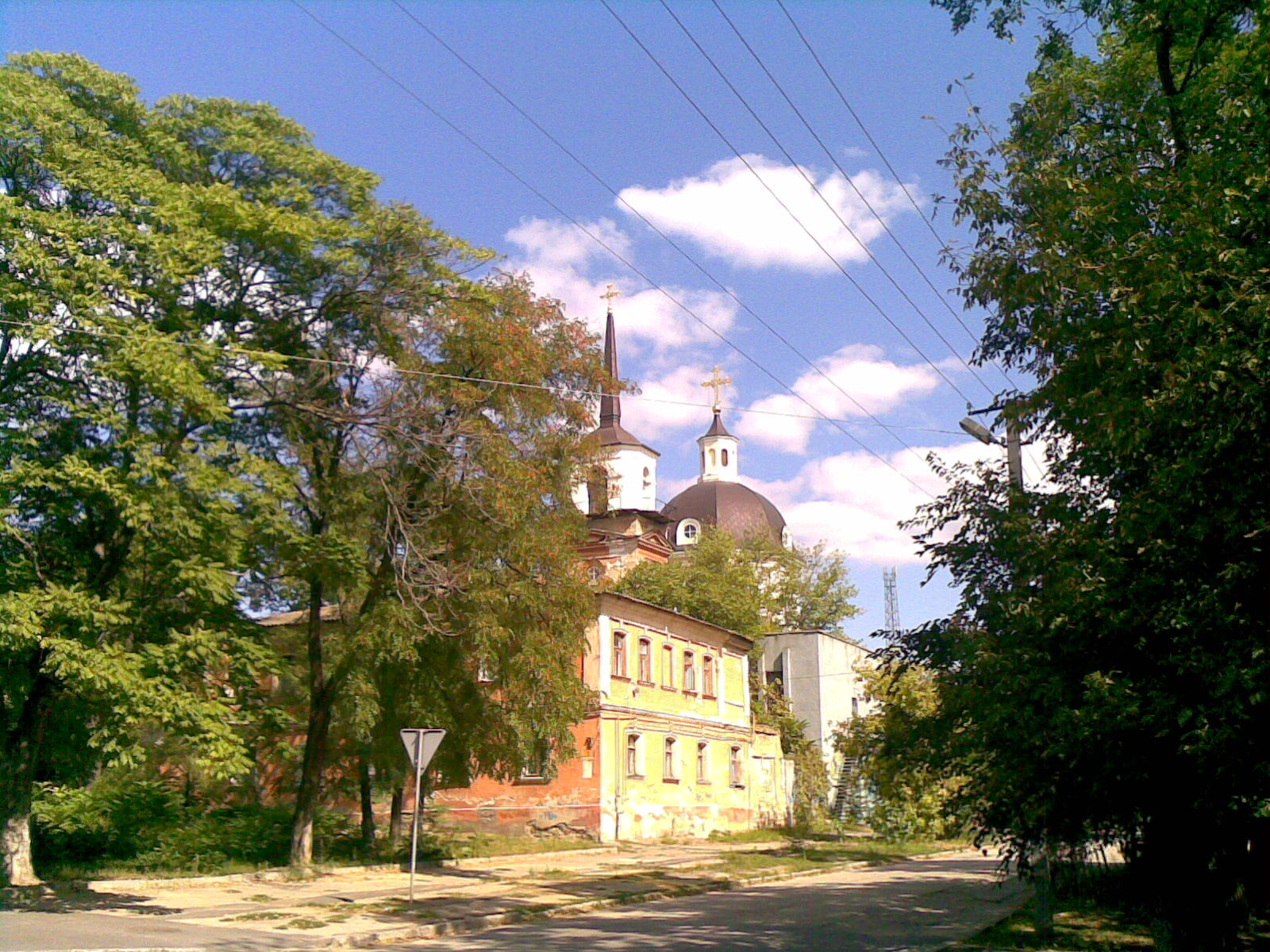
Куточок старого міста
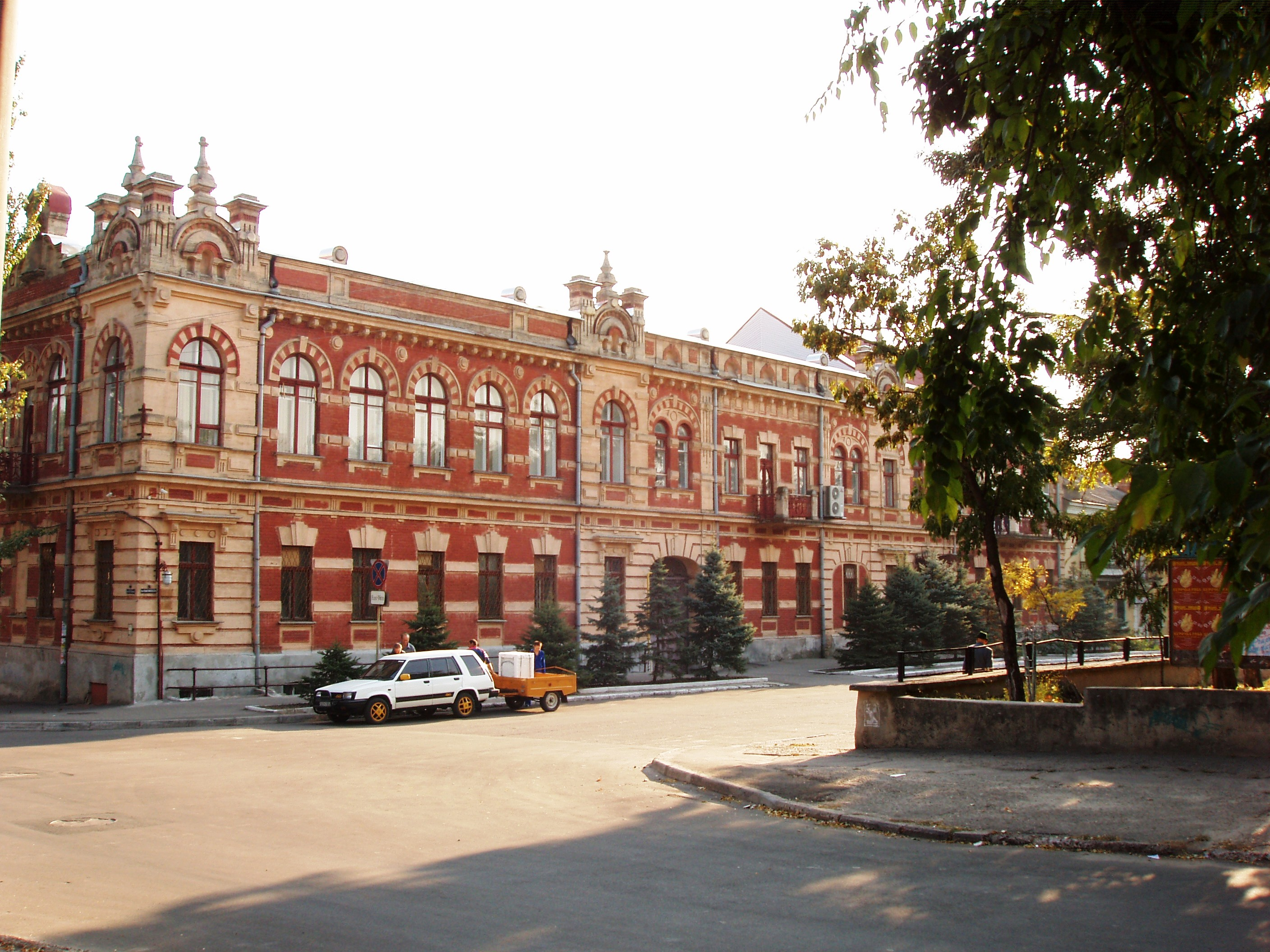
Вулиця Старообрядницька
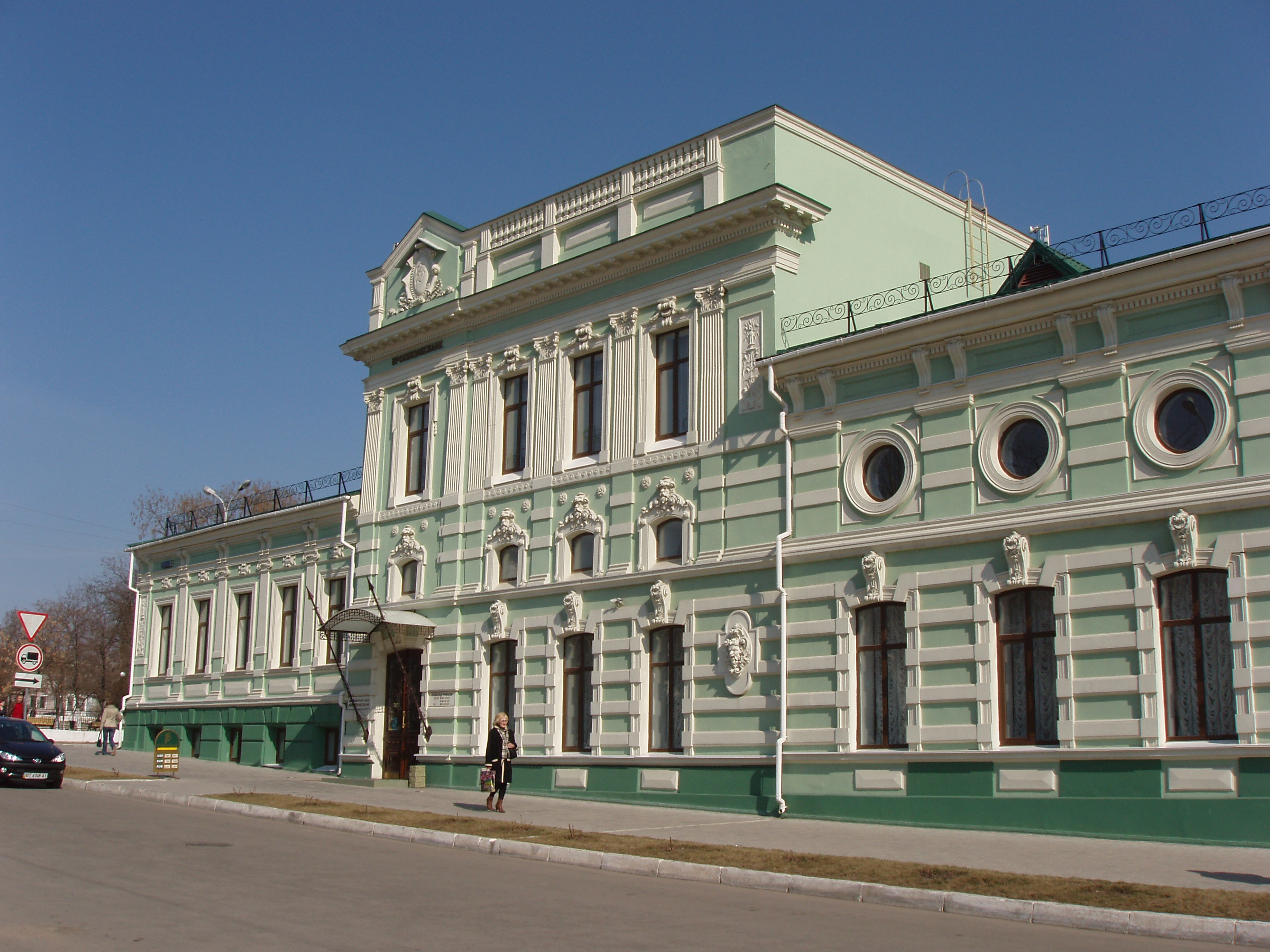
Вулиця Михайла Грушевського. Будівля банку
Управління культури, в цьому будинку на початку XX століття розміщувався перший в Херсоні український дитячий садочок, очолюваний Софією Русовою
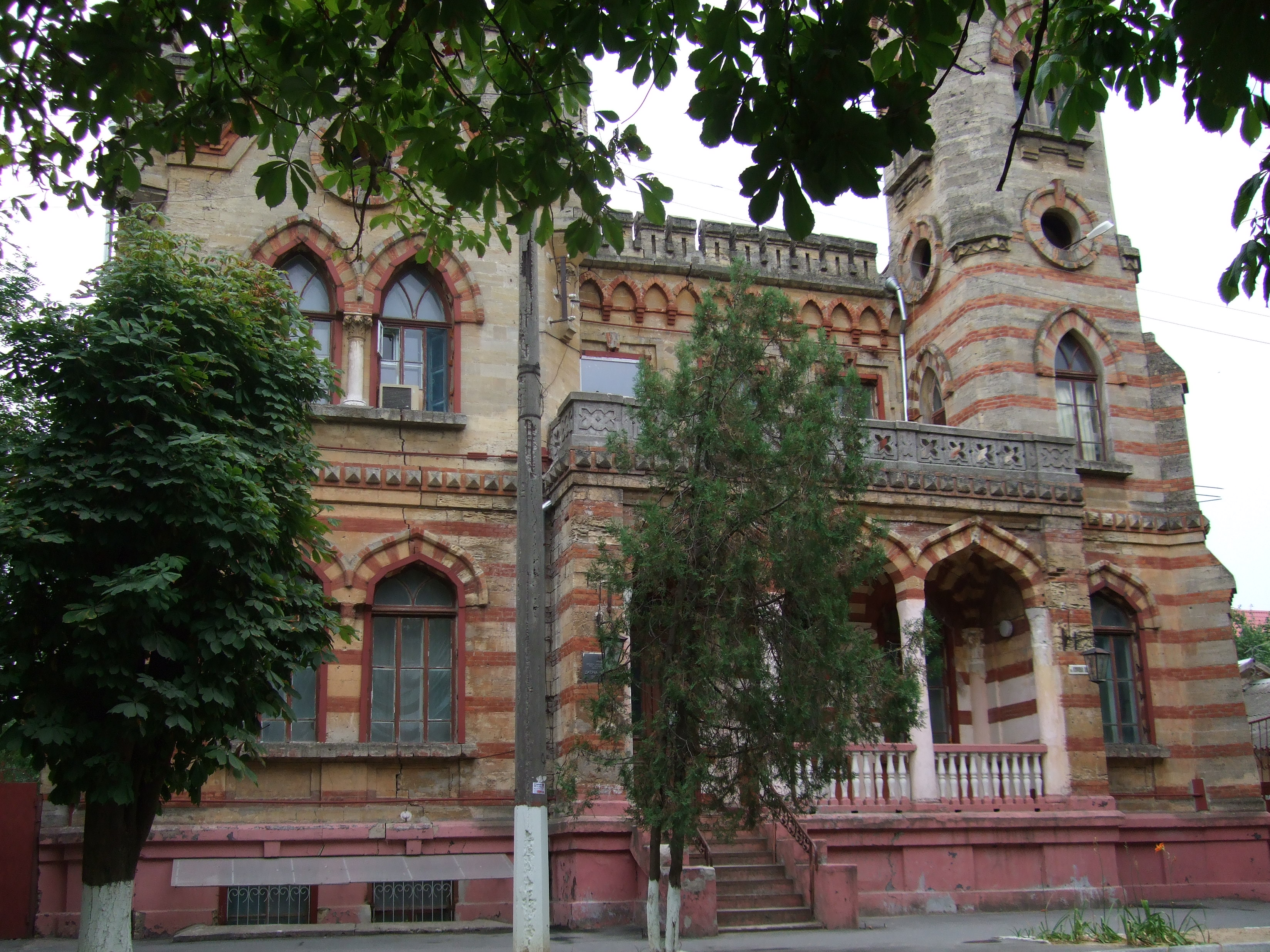
Музична школа. Колишній будинок британського консула, осідок бандерівської ОУН в роки німецької окупації міста
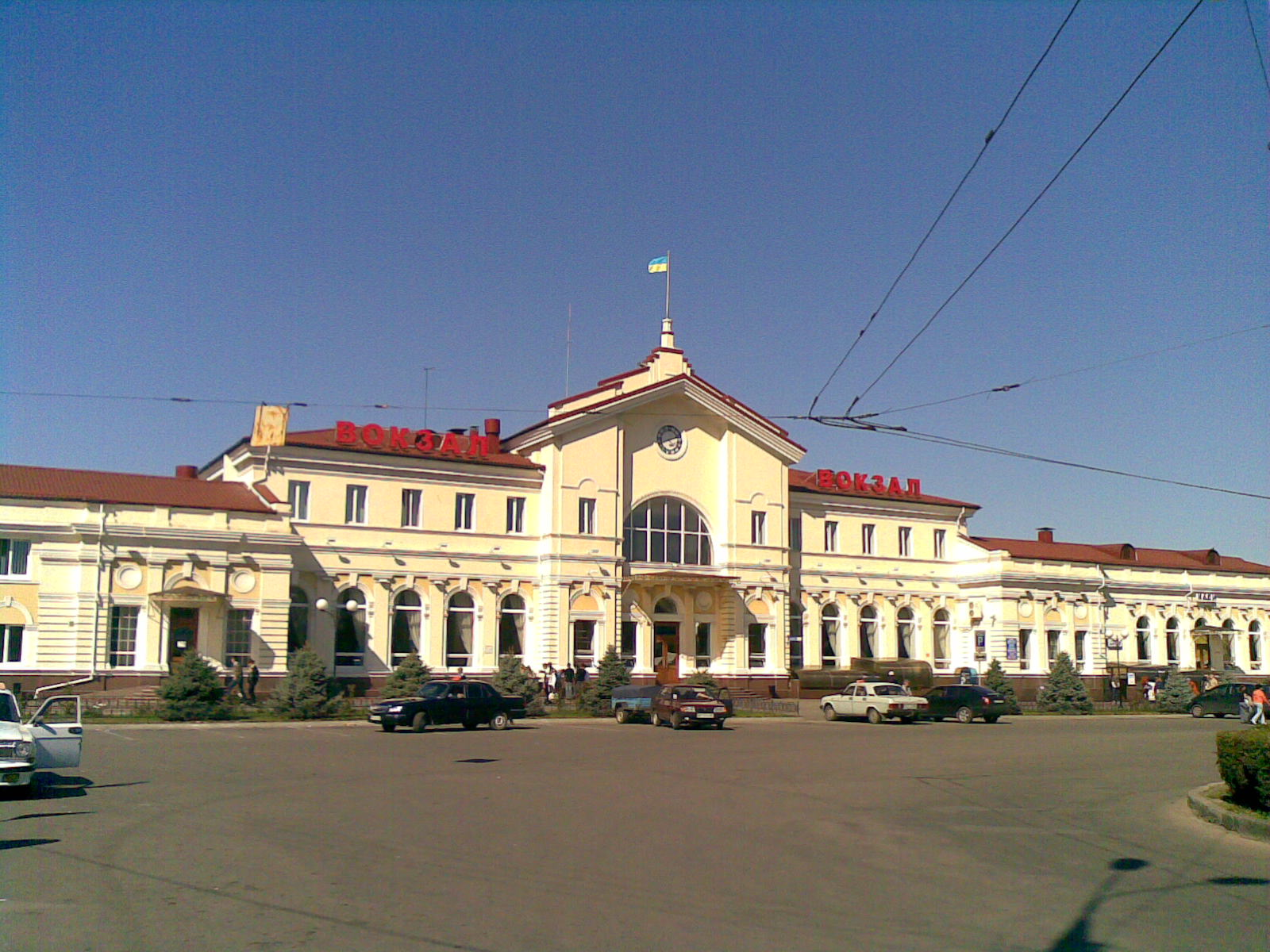
Залізничний вокзал
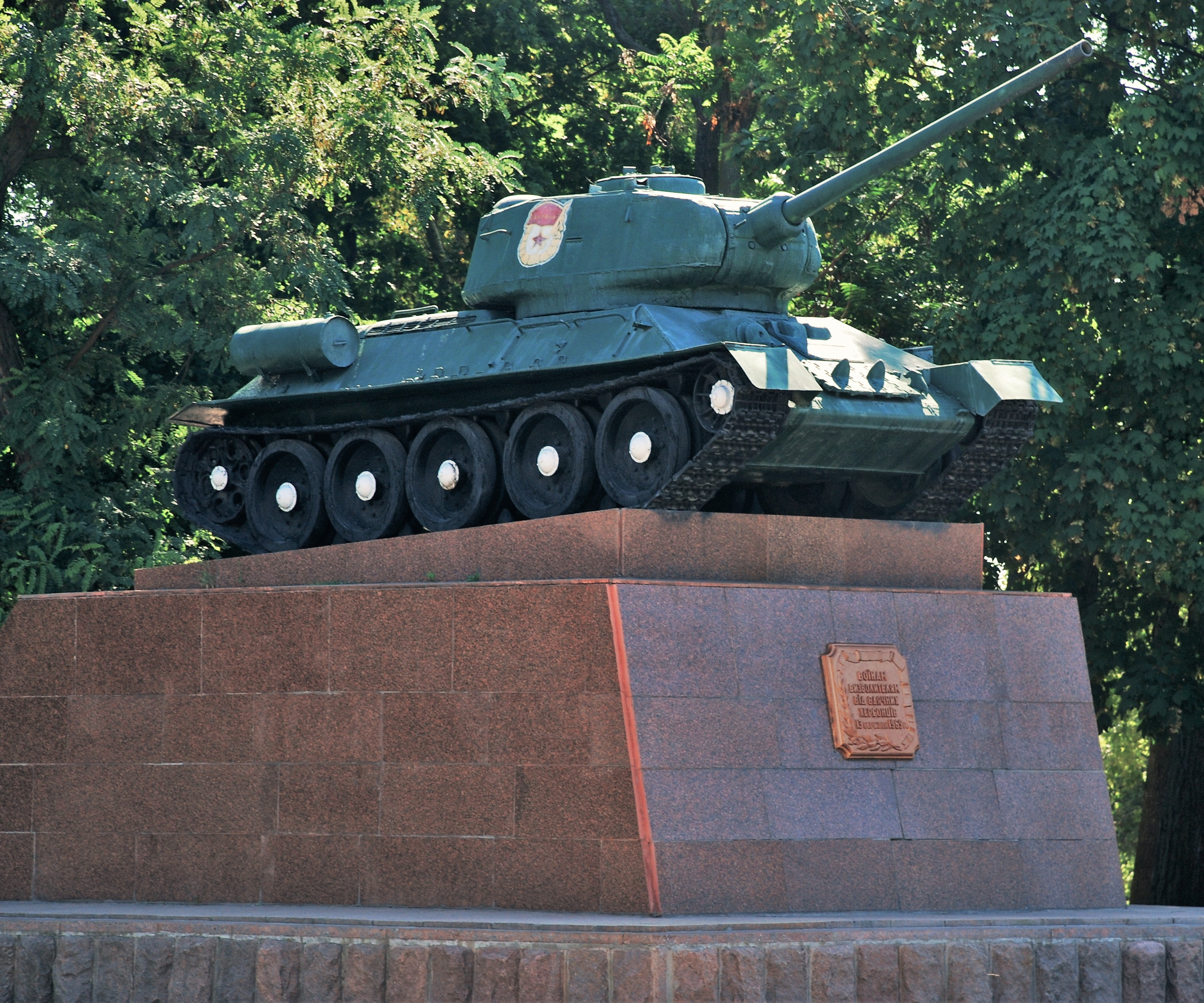
Пам'ятник визволителям Херсона — танк Т-34-85 біля парку «Херсонська фортеця»
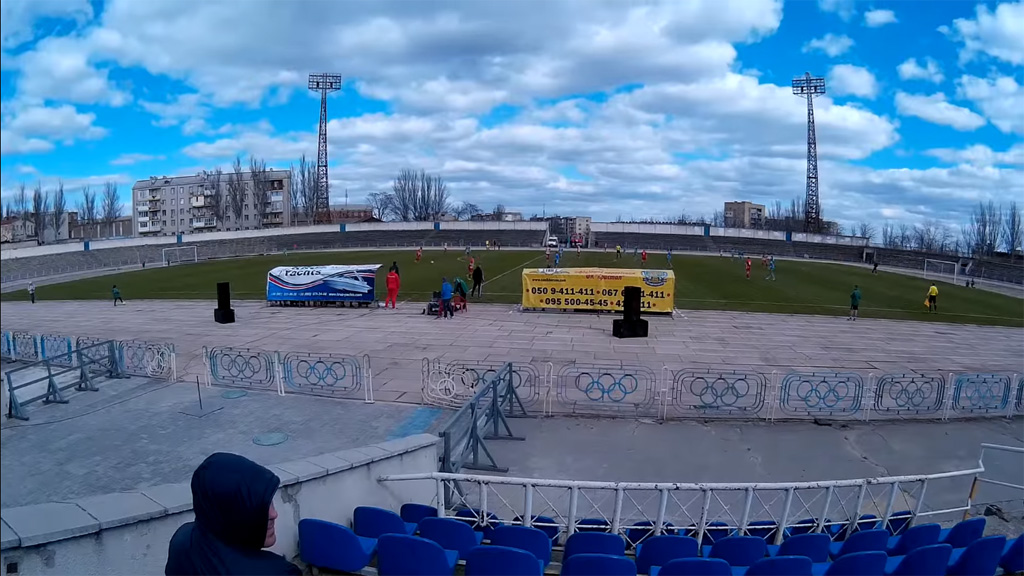
Стадіон «Кристал»